# Printemps arabe
Cet article concerne le Printemps arabe (2010-2012). Pour les autres articles traitant de « révoltes arabes », voir Révolte arabe.
Ne doit pas être confondu avec Printemps de Damas.
Cet article possède un paronyme, voir Printemps érable.
- Chute du gouvernement
- Guerre civile
- Manifestations prolongées
- Réformes sociales
- Autres protestations
- Pays non arabes touchés par un mouvement social simultanément aux révoltes arabes

Le « Printemps arabe » est un ensemble de contestations populaires, d'ampleur et d'intensité très variables, qui se sont produites dans de nombreux pays du monde arabe à partir de décembre 2010.
L'expression de « Printemps arabe » fait référence au « Printemps des peuples » de 1848 auquel il a été comparé, tout comme le Printemps de Prague en 1968. Ces mouvements révolutionnaires nationaux sont aussi qualifiés de révolutions arabes, de révoltes arabes, ou encore de « réveil arabe », certains vont jusqu’à parler d’une révolution Facebook, d’une révolution Twitter voire d’une révolution 2.0 tant l’usage des réseaux sociaux et des géants du Net aurait été important. Avec le recul, le pluriel « Printemps arabes » a également été privilégié pour mieux rendre compte de la diversité des mouvements regroupés sous cette appellation,.
Divers évènements se déroulent avant 2010, à savoir la répression des sit-in hebdomadaires à Alger depuis août 2010, le démantèlement d'un camp de protestataires séparatistes à Laâyoune au Sahara occidental en novembre 2010 ou des manifestations contre la hausse du prix des denrées alimentaires en Algérie en décembre 2010. C'est cependant le 17 décembre 2010 qui reste retenu comme le départ du printemps arabe, avec le déclenchement à Sidi Bouzid de la révolution en Tunisie, qui conduit Zine el-Abidine Ben Ali à quitter le pouvoir. D’autres peuples reprennent à leur tour le slogan « Dégage ! » (ou Erhal ! en arabe) devenu le symbole de ces révolutions,,,,,. Outre le départ des dictateurs et l’instauration d’une démocratie, les manifestants exigent un partage des richesses qui leur assure de meilleures conditions de vie, des emplois, et la dignité (« karama » en arabe),,.
Ces révolutions recourent initialement aux méthodes de contestation non violente ; les révolutionnaires utilisent les technologies modernes de communication (différents outils d’Internet et téléphone mobile) de façon intensive, la télévision par satellite jouant également un rôle important dans le déroulement des évènements.
Alors que la révolution égyptienne provoque la démission de Hosni Moubarak et une transition démocratique, les autres n'ont pas les mêmes conséquences : en Libye, elle tourne à la guerre civile entre les forces fidèles au régime de la Jamahiriya de Mouammar Kadhafi et les insurgés, soutenus par une intervention étrangère sous mandat de l'ONU ; à Bahreïn, la solidarité contre-révolutionnaire des monarchies du golfe Persique fait échec au mouvement de contestation mais elle reprend à partir de juin 2011 ; au Yémen, le dictateur Saleh qui réprime la révolte louvoie entre exigences de l’opposition et le soutien international à une transition pacifique et finit par démissionner le 25 février 2012, et en Syrie, la répression exercée par le régime de Bachar el-Assad cause des milliers de morts. La violence des répressions ne met pas fin aux révoltes.
Pendant toute l'année 2011, la totalité des États arabes sauf le Qatar connaissent des mouvements de contestations plus ou moins importants et qui s’encouragent les uns les autres,. Les bouleversements dans le monde arabe ont été d'autant plus suivis que cette région présente un intérêt économique majeur, notamment du fait de l’industrie pétrolière, très présente dans ces régions. Des États non arabes ont enregistré aussi des manifestations ou procédé à des actions préventives, notamment l'Iran, mais l'ampleur de ces mouvements a généralement été moindre et l'influence des événements du monde arabe n'a pas toujours été clairement établie.
Les principales causes de ces mouvements à forte dimension sociale sont le manque de libertés individuelles et publiques, la kleptocratie, le chômage, la misère, le coût de la vie élevé ainsi qu'un besoin de démocratie qui ne soit pas une simple façade. Cette vague révolutionnaire est comparée à divers moments historiques, comme le Printemps des peuples de 1848,, la chute du rideau de fer en 1989,, ou encore le Risorgimento italien.
Les pays arabes sont ensuite plongés dans une transition qui n'est nulle part facile : l'après-printemps arabe se révèle être une période particulièrement troublée. Dans plusieurs pays (Tunisie, Maroc, Égypte), les élections qui suivent les révolutions ou les mouvements de contestation sont remportées par les partis islamistes. Conjugué au renforcement des groupes djihadistes, cela conduit des commentateurs à juger qu'au « printemps arabe » a succédé un « hiver islamiste ». En Égypte, le président islamiste est renversé par un coup d'État militaire en 2013. En Syrie, le régime ne cède pas et la révolte dégénère en une guerre civile sanglante, l'impasse politique et militaire favorisant en 2014-2015 la montée en puissance de l'État islamique. La Libye et le Yémen ne parviennent pas à trouver la stabilité et s'enfoncent elles aussi, à partir de 2014, dans de nouvelles guerres civiles. Le chaos en Syrie et en Libye favorise en outre par ricochet la crise migratoire en Europe.

## Contexte et points communs des pays concernés

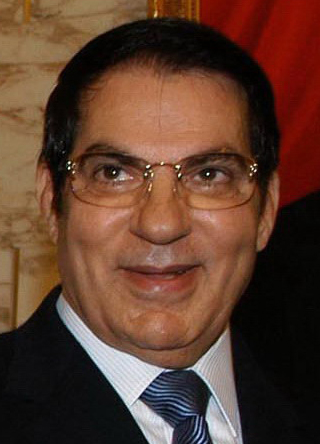
Zine El Abidine Ben Ali en 2008.

### Démographie: des révolutions de la jeunesse
Les pays arabes sont entrés en transition démographique dès les années 1950. Le taux de fécondité moyen de la région (Afrique du Nord et Moyen-Orient, Iran compris) est de 3,6 enfants par femme en 2000-2005. Lorsque les révolutions arabes se produisent, la transition démographique est avancée au Moyen-Orient, et achevée au Maghreb. Ce facteur joue un rôle déterminant dans le déclenchement des révolutions, dans le sens où les enfants prennent plus d'importance dans la famille, sont mieux éduqués et élevés de façon égalitaire, et donc plus à même de remettre en cause l’autorité patriarcale et un système inégalitaire. La transition démographique a aussi pour résultat des effectifs importants pour la classe d’âge 15-29 ans : ils sont plus de 100 millions en 2009 dans la région, soit le tiers de la population totale, et une augmentation de 50 % depuis vingt ans.
Même si les jeunes sont soutenus voire accompagnés dans les manifestations par des membres de toutes les tranches d’âges, ils restent le moteur principal des révolutions arabes,,,. Jeffrey Sachs fait du sous-emploi des jeunes à la fois une des racines des révolutions arabes, et un des enjeux majeurs des politiques arabes à venir.

### Régimes politiques

Extension géographique de la langue arabe contemporaine :
pays où elle est seule langue officielle ;
pays où elle partage le statut de langue officielle avec d'autres idiomes.

Les régimes des pays arabes sont autoritaires, oligarchiques : pour se maintenir, ils multiplient les services de police. Ces États policiers s’associent aux milieux affairistes. Les sociétés arabes aspirent à des régimes démocratiques ; le chercheur français Olivier Roy avait ainsi pressenti le risque d’un écart entre le soutien des diplomaties occidentales aux dictatures et le chemin pris par ces sociétés, qui rendait inéluctable la démocratisation des pays arabes, dans une note du CAP de 2005. Les libertés limitées, la corruption particulièrement développée dans la plupart de ces pays (tout comme les détournements de fonds publics) et des chefs d'État très souvent âgés en place depuis plusieurs dizaines d'années (souvent enclins au népotisme et notamment à la transmission héréditaire du pouvoir y compris dans les régimes de type républicain) sont autant de facteurs susceptibles d'exaspérer les populations aboutissant ainsi à des troubles.
On note aussi dans les années 2010 une baisse du rôle des États-Unis dans la région,, à cause de la guerre en Irak, qui les prive de moyens et d'influence. Ainsi, c'est la Turquie qui propose et fait aboutir sa médiation entre Israël et la Syrie en 2008. La crise à Erbil en novembre 2010 est réglée sans eux. Enfin, c'est l'Arabie saoudite et la Syrie qui jouent le rôle d'intermédiaires au Liban en 2010 et 2011.
Pour Ayaan Hirsi Ali, l’habitude de soumission donnée par l’islam est telle que la révolution sans leaders ne peut réussir. Pour que la démocratisation réussisse, elle pense que les révolutionnaires doivent s’organiser selon le modèle des partis politiques : programme, changements constitutionnels. Elle est donc d’accord avec Jean-Clément Martin pour ne pas rattacher prioritairement les révolutions arabes à une matrice révolutionnaire préexistante.
Plusieurs observateurs notent avec satisfaction que les tentatives d’importer de force la démocratie dans le monde arabe ont toutes échoué : invasion de l’Irak en 2003, révolution du Cèdre en 2005, soutenue par les pays occidentaux, et guerre du Liban de 2006, n’ont fait qu’appauvrir ces pays et y renforcer le communautarisme. Les réformes libérales, censées être le versant économique de la démocratisation et poussées par le FMI et l’Union européenne, ont de la même façon appauvri les populations arabes et renforcé les dictatures. Les privatisations, la spéculation foncière, l’ouverture à la finance internationale, loin de créer des emplois, ont enrichi les oligarchies kleptocrates et appauvri les populations,.

### Aspects socio-économiques
La région consacre des sommes importantes à l’éducation : 5 % de sa richesse depuis trente ans, et réussit à scolariser 75 % d’une classe d’âge dans le secondaire, et 25,8 % dans le supérieur (et même 28,6 % en Tunisie et 32,6 % en Égypte). La région est touchée par des taux de chômage importants, et du fait de la démographie galopante, ce sont les jeunes adultes qui sont les plus touchés : 90 % des chômeurs ont entre 15 et 29 ans, et le taux de chômage de cette classe d’âge, probablement sous-évalué, varie entre 20 et 25 % dans la région.
Ce chômage important limite les revenus d’une part de plus en plus importante de la population, déjà pauvre et qui n’a guère profité de la libéralisation des années 1990 et 2000 (les statistiques économiques étant d’ailleurs truquées). Avec la hausse des prix alimentaires, au plus haut à la fin de l'année 2010 et au début 2011, une partie importante de la population est à la limite de ne plus pouvoir se nourrir :
- le cours des céréales atteint son plus haut niveau historique, soit 2,5 fois plus qu'en 2002 ;
- le cours du sucre est également à son plus haut niveau historique, soit quatre fois plus cher qu'en 2002 ;
- les autres produits alimentaires connaissent des hausses moins spectaculaires, mais sont aussi à leur plus haut niveau historique.

Il a aussi pour effet de rendre difficile l’accès à un logement et la constitution d’une dot : le taux des hommes mariés dans les hommes de 25 à 29 ans est de seulement 50 %, le plus faible au monde. Les frustrations accumulées par ce genre de situation sont considérables. Cet aspect est cependant moins important dans les pays pétroliers, où soit les aliments sont déjà subventionnés avant 2011, soit les revenus du pétrole sont rapidement mobilisés pour faire baisser leurs prix (comme en Algérie), ou soit encore le conseil de coopération du Golfe intervient pour financer des mesures sociales (comme en Oman). Les solidarités de proximité sont très importantes également pour la survie des plus pauvres, alors que les solidarités tribales ont pratiquement disparu.
Selon Jean-François Daguzan, les difficultés économiques des pays arabes causées par la crise économique de 2008 sont un des facteurs clés des révolutions. Les économies des pays arabes auraient en effet été durement touchées par de multiples facteurs :
- baisse des ressources de ces pays par la chute du prix des matières premières de 30 à 40 % et des exportations de 30,6 % ;
- dans le même temps, les importations de biens augmentaient de 18,6 %, d’où une aggravation du déficit de la balance commerciale de 60,4 % (21 milliards de dollars) ;
- la conjoncture défavorable a tari les sources de financement : les recettes touristiques diminuent de 4,3 % (alors que l’activité touristique progresse de 6,5 % en volume), les transferts de revenus par les expatriés baissent de 6,1 % et les IDE s’effondrent de 32,2 % ;
- l’aide au développement est également en baisse, alors que les migrants travaillant dans les pays du Golfe ont tendance à revenir dans les pays d’origine[39].
- Du fait de la forte augmentation démographique et de la faiblesse de la production agricole, une part de plus en plus importante des aliments doit être importée

Les économies étant encore affaiblies par les révoltes, le monde étant toujours en crise, et les gouvernements issus des révolutions étant jugés sur leur capacité à fournir du travail à leurs populations, le risque de « deuxième tour révolutionnaire » est important si les pays développés n’investissent pas en masse dans le soutien au développement dans la région.

### Influence spécifique des prix de l'alimentation
La hausse du prix des matières premières, notamment du blé, est un élément socio-économique important dans ce contexte. La région importe une bonne partie de son alimentation, soit environ 30 % du blé mondial. L'Égypte notamment est très dépendante de l'approvisionnement depuis l'étranger. Ainsi, la suspension des exportations de blé par la Russie en août 2010 a sévèrement affecté ce pays. La sécurité alimentaire a ainsi été un facteur d'importance lorsque les prix de l'alimentation ont augmenté,. En 2011, l'indice des prix de la FAO a atteint un pic de 237,9 en février 2011. La hausse du prix des céréales, particulièrement du blé, a été importante avec un pic de l'indice des prix des céréales de la FAO à 265,4 en avril. Ainsi, le prix du blé a augmenté de 125 % environ, passant de 4 $ le boisseau en juillet 2010 à 8,5-9,0 $ au printemps 2011. L'augmentation de ces prix est liée aux conditions météorologiques de juillet à octobre, particulièrement la sévère canicule européenne de 2010, qui a poussé la Russie à suspendre ses exportations de blé,. Selon certaines sources, la canicule russe a été largement amplifiée par le réchauffement climatique,,.
Ainsi, selon certains analystes, un des facteurs contribuant au Printemps arabe a été le réchauffement climatique,. C'est une position qu'explicite ainsi, au nom de l'US Navy, l'amiral américain David Titley. Le réchauffement a pu être un facteur supplémentaire qui a amplifié l'instabilité régionale et un élément déclencheur nécessaire même si non suffisant. Selon l'International Institute for Strategic Studies, une telle hausse du coût des matières premières n'était pas anticipée, et a ainsi rendu l'évolution géopolitique mondiale encore plus imprévisible,,.

### Développement comparé des différents pays arabes (avant les évènements)
| Pays                | Population (en millions) | Dont moins de 25 ans | PIB/habitant | Alphabétisation de la population | Alphabétisation des 15-24 ans | Taux de pauvreté (personnes vivant avec moins de 2 $ par jour), | Femmes : proportion dans la population active/Date d’élargissement du droit de vote aux femmes | Taux d’utilisateurs d’Internet (2008) |
| ------------------- | ------------------------ | -------------------- | ------------ | -------------------------------- | ----------------------------- | --------------------------------------------------------------- | ---------------------------------------------------------------------------------------------- | ------------------------------------- |
| Algérie             | 36,3                     | 47 %                 | 7 550 $      | 72,6%                            | 91,5%                         | 22,6 %                                                          | 31 % / 1962                                                                                    | 12, 7 %                               |
| Arabie saoudite     | 28,7                     | 51 %                 | 14 540 $     |                                  | 97,3 %                        |                                                                 | 16 % / 2011                                                                                    | 30,8 %                                |
| Bahreïn             | 1,23                     | 44 %                 | 26 000 $     | 91 %                             | 99,7 %                        | 10 % officieux                                                  | 20 % / 1973                                                                                    | 51,9 %                                |
| Comores             | 0,73                     | 59 %                 | 833 $        | 75,5%                            | 85 %                          | 60 %                                                            |                                                                                                | 3,5 %                                 |
| Djibouti            | 0,83                     | 58 %                 | 1 214 $      |                                  | 48 % pour les femmes          | 42 %                                                            |                                                                                                | 2,3 %                                 |
| Égypte              | 84,5                     | 52 %                 | 2 270 $      | 66 %                             | 85 %                          | 39 %                                                            | 24 % / 1956                                                                                    | 20 %                                  |
| Émirats arabes unis | 4,6                      | 31 %                 | 50 000 $     |                                  | 95 %                          | 19,3                                                            | 15 % / 2006                                                                                    | 65,2 %                                |
| Irak                | 31,5                     | 61 %                 | 2 090 $      |                                  | 82,4 %                        | 25 %                                                            | 16 % / 1980                                                                                    |                                       |
| Jordanie            | 6,4                      | 54 %                 | 4 216 $      | 92 %                             | 98,9 %                        | 21 %                                                            | 23 % / 1974                                                                                    | 26 %                                  |
| Koweït              | 2,6                      | 37 %                 | 54 260 $     |                                  | 98,4 %                        |                                                                 | 24 % / 2005                                                                                    | 34,3 %                                |
| Liban               | 4,1                      | 43 %                 | 8 175 $      |                                  | 98,7 %                        | 30 %                                                            | 25 % / 1952                                                                                    | 22,5 %                                |
| Libye               | 6,2                      | 47 %                 | 9 714 $      | 88 %                             | 99,8 %                        | 7,4 %                                                           | 22 % / 1964                                                                                    | 5,1 %                                 |
| Maroc               | 32,3                     | 48 %                 | 2 868 $      | 70 % (2010)                      | 76,6 %                        | 25 %                                                            | 26 % / 1963                                                                                    | 4,6 %                                 |
| Mauritanie          | 3,3                      | 59 %                 | 921 $        |                                  | 67 %                          | 44 %                                                            |                                                                                                | 1,9 %                                 |
| Oman                | 2,7                      | 52 %                 | 16 207 $     |                                  | 98 %                          | add                                                             | 18 % / 1994                                                                                    | 20 %                                  |
| Palestine           | 4,2                      | 64 %                 | 1 020 $      |                                  | 99 %                          | 46 % en Cisjordanie, 70 % à Gaza                                | données absentes / 1994                                                                        |                                       |
| Qatar               | 1,7                      | 34 %                 | 69 754 $     |                                  | 99 %                          | add                                                             | 12 % / 2003                                                                                    | 34 %                                  |
| Somalie             | 9,6                      | 64 %                 | 600 $        |                                  | 24 % pour les femmes          | 65 %                                                            |                                                                                                |                                       |
| Soudan              | 32                       | 59 %                 | 1 294 $      |                                  | 85,2 %                        | 40 %                                                            |                                                                                                | 10,2 %                                |
| Syrie               | 22,2                     | 56 %                 | 2 474 $      |                                  | 94 %                          | 30 %                                                            | 24 % / 1949                                                                                    | 16,8 %                                |
| Tunisie             | 10,6                     | 42 %                 | 3 792 $      | 78 %                             | 96,7 %                        | 7,6 %                                                           | 27 % / 1959                                                                                    | 27,5 %                                |
| Yémen               | 24,1                     | 65 %                 | 1 118 $      | 61 %                             | 83 %                          | 58 %                                                            | 21 % / 1970                                                                                    | 1,6 %                                 |

## Schémas de déroulement commun

### Déroulement des événements
| Pays (population)                                    | Chef d'État (année d'accession au pouvoir)                                                                 | Début des protestations | Résumé des principaux événements | Morts                                                  |
| ---------------------------------------------------- | --- | ----------------------- | --- | ------------------------------------------------------ |
| Tunisie (10,6 millions)                              | Zine el-Abidine Ben Ali (Président du 7 novembre 1987 au 14 janvier 2011)                                  | 17 décembre 2010        | De décembre à janvier, manifestations massives et répétées, parfois émeutes, après l'immolation de Mohamed Bouazizi à Sidi Bouzid le 17 décembre 2010. Le 14 janvier, fuite du président Ben Ali vers l'Arabie saoudite, mais la contestation se poursuit. Le Premier ministre Mohamed Ghannouchi conserve son poste, nomme un gouvernement d'union le 17 janvier, remanié le 27. Le 6 février, annonce de la dissolution de l'ancien parti gouvernemental, le RCD pour le 9 mars. Le 27 février, démission de Ghannouchi remplacé par Béji Caïd Essebsi. Le 3 mars, annonce de l'élection d'une Assemblée constituante le 24 juillet, reportée le 23 octobre. Le mouvement islamiste Ennahdha remporte ces élections. Les incidents et les agressions se multiplient de la part des salafistes et plusieurs manifestations sont organisées notamment celle du 20 mars 2012. Le 9 avril, une manifestation fêtant la fête des martyrs est violemment réprimée faisant des dizaines de blessés et agressés. Certaines sources parlent d'un mort. Le 4 mai, un bilan officiel fait état de 338 morts et 2 174 blessés. Le nombre de morts est de 89 dans le Grand Tunis, 86 détenus, 29 forces de l'ordre public, 12 femmes et 8 enfants. | 338                                                    |
| Algérie (36,3 millions)                              | Abdelaziz Bouteflika (Président de 1999 à 2019)                                                            | 28 décembre 2010        | Manifestations de quelques milliers de personnes et auto-immolations. Le 7 février, manifestation du CNCD dispersée par les forces anti-émeutes, nouvelles manifestations le 19 février. Le 24 février, le gouvernement lève l'état d'urgence en vigueur depuis 1992. À partir du 2 avril, les gardes communaux campent sur la place des martyrs à Alger et le 6 avril, 80 % des fonctionnaires sont en grève [réf. à confirmer]. Le 15 avril, le président Bouteflika promet une réforme constitutionnelle. | 8                                                      |
| Yémen (23,6 millions)                                | Ali Abdallah Saleh (Président du Yémen du Nord en 1978, puis du Yémen réunifié de 1990 au 27 février 2012) | 29 décembre 2010        | Le mouvement est lancé par des étudiants, est rejoint par l'opposition, puis par d'importantes tribus, puis par une partie des généraux de l'armée, sous forme d'importantes manifestations et de sit-in. Le 2 février, le président Ali Abdallah Saleh annonce qu'il ne se représentera pas en 2013, le 20 mars il limoge son gouvernement et le 23 mars il propose un référendum constitutionnel, des élections législatives et présidentielles avant fin 2011. Le 18 mars, 57 manifestants sont tués à Sanaa ce qui provoque une vague de critiques internationales et défections de l'armée. Le 22 avril, 3,5 millions de manifestants dans seulement Sanaa et Taez protestent. Le 23 avril, le parti présidentiel accepte le plan présenté par les monarchies du Golfe et prévoyant la démission de Saleh dans les trente jours, après la formation d'un gouvernement d'union nationale et le transfert des prérogatives par le chef de l'État au vice-président mais ne le signe pas. Fin mai, le mouvement dégénère en révolte avec début d'affrontements armés entre insurgés tribaux. Le bilan des affrontements depuis janvier est alors de 620 morts. Le 22 mai, 1,5 million d'opposants manifestent à Sanaa et l'attaque contre un campement à Taiz fait 57 morts. Le 3 juin, le président Saleh est blessé dans un attentat. Le lendemain, il a quitté le Yémen pour l'Arabie saoudite dans le but de se faire soigner. Pendant sa convalescence, les affrontements continuent. Lorsqu'il est de retour le 23 septembre, le pays est toujours dans une ambiance de combats à Sanaa et Taiz qui ont fait plus de 120 morts. Le lendemain, 44 morts et des centaines de blessés. Le 23 novembre, signature du plan des monarchies du Golfe, qui prévoit le départ de Saleh au profit de son vice-président jusqu'aux élections en février 2012. Le président Saleh prévoit alors de se rendre aux États-Unis. Le transfert de pouvoir s'effectue le 27 février. Le 18 mars, à l'occasion du premier anniversaire du massacre de Sanaa, le gouvernement de transition dresse un bilan de +2 000 morts dont 143 enfants et 20 femmes et 22 000 blessés pendant la révolution. Le 27 février 2012, départ du président Ali Abdallah Saleh ; son vice-président, Abd Rab Mansour Hadi, lui succède. | plus de 2 000                                          |
| Jordanie (6,4 millions)                              | Abdallah II (Roi depuis 1999)                                                                              | 14 janvier 2011         | Importantes manifestations. Le 1er février, démission du gouvernement du premier ministre Samir Rifaï remplacé par Maarouf Bakhit. | 4                                                      |
| Mauritanie (3,1 millions)                            | Mohamed Ould Abdel Aziz (Président de 2009 à 2019)                                                         | 17 janvier 2011         | Auto-immolation. | 3                                                      |
| Oman (2,7 millions)                                  | Qabus ibn Saïd (Sultan de 1970 à 2020)                                                                     | 17 janvier 2011         | Mouvements de grèves et manifestations, principalement à Sohar. Le gouvernement annonce des mesures sociales (création d'emplois publics et indemnités par les chômeurs). Limogeage de deux ministres le 5 mars, remaniement plus profond le 7 mars. Le 13 mars, le sultan annonce une réforme constitutionnelle qui donnera davantage de pouvoir au Conseil législatif. | 6                                                      |
| Arabie saoudite (28,7 millions)                      | Abdallah Ier (Roi de 2005 à 2015)                                                                          | 21 janvier 2011         | Le 23 février, le roi Abdallah annonce des mesures sociales en faveur des fonctionnaires, des étudiants, des chômeurs, etc. à hauteur de 36 milliards de dollars. Quelques manifestations ont lieu le 11 mars, surtout à Qatif. Les manifestations se sont poursuivies même en 2012 à l'est et sont réprimées par les forces de sécurité. | 10                                                     |
| Liban (4,1 millions)                                 | Michel Sleiman (Président de 2008 à 2014)                                                                  | 24 janvier 2011         | Quelques manifestations. | 17                                                     |
| Égypte (84,5 millions)                               | Hosni Moubarak (Président de 1981 au 11 février 2011)                                                      | 25 janvier 2011         | Manifestations massives et renouvelées dans les grandes villes, la répression du régime de Moubarak aurait fait 840 morts. Le 29 janvier, de nouveaux premier ministre et vice-président entrent en fonction, le 30 janvier, la police, qui avait réprimé brutalement les manifestations, est remplacée par l'armée qui reste neutre et assure la sécurité des manifestants. Le 11 février, démission d'Hosni Moubarak et transmission de la gestion du pays au Conseil suprême des Forces armées, mais les manifestations et grèves se poursuivent pour demander un changement plus profond. 13 février, dissolution du Parlement et suspension de la Constitution ; le 3 mars, démission du Premier ministre, Ahmad Chafic, remplacé par Essam Charaf. Le 19 mars, approbation par référendum d'une réforme de la Constitution. Le 13 avril, placement en détention pour quinze jours d'Hosni Moubarak et de ses deux fils. Il sera jugé par la justice égyptienne. Le 9 septembre, des milliers de manifestants attaquent l'ambassade d’Israël et les heurts avec les forces de sécurité font 3 morts et 1 049 blessés. Le 9 octobre, des manifestants pacifiques coptes sont attaqués par les forces de l'ordre faisant 28 morts et 212 blessés. Du 19 au 22 novembre, les policiers répriment dans le sang des centaines de milliers de manifestants faisant 43 morts et 3 000 blessés. En décembre, de nouveaux heurts font 17 morts. En février, 78 personnes sont mortes lors d'un match de football à Port Saïd. Des émeutes font 13 morts. En mai, des affrontements devant le ministère de la Défense font 22 morts et + 300 blessés. | 979 (846 pendant la révolution et 133 post-révolution) |
| Syrie (22,2 millions)                                | Bachar el-Assad (Président de 2000 au 8 décembre 2024)                                                     | 26 janvier 2011         | En janvier et février, auto-immolations et quelques manifestations, le président Bachar el-Assad prend des mesures sociales. À partir du 18 mars, manifestations massives dans le sud, surtout à Deraa où la répression fait de nombreuses victimes,. Le 24 mars, le gouvernement annonce de nouvelles mesures sociales, le 25 la contestation s'étend à Damas et le 26 à Lattaquié. Le 29 mars, importante manifestation de soutien au pouvoir, alors que le gouvernement syrien remet sa démission. Le 30 mars, Bachar el-Assad dénonce une conspiration contre la Syrie. Le 3 avril, Bachar el-Assad nomme un nouveau premier ministre. Le 7 avril, la citoyenneté syrienne est accordée à 300 000 Kurdes. Le 16 avril, Bachar el-Assad promet la levée de l'état d'urgence, adoptée par le gouvernement le 19 avril mais pas encore effective. Le 21 avril, il promulgue la loi décrétant la fin de l'état d'urgence, l'abolition de la cour de sûreté de l'État et l'autorisation de manifestations pacifistes. Manifestations, répression sanglante et arrestations en masse continuent pourtant. Aux manifestants pacifistes se joignent très rapidement des groupes armés prenant pour cibles les forces du régime. Entre avril et août, les opérations de l'armée se multiplient dans les villes contestataires, à Deraa, Homs, Hama, Lattaquié, Banias, etc. Le 31 mai, Bachar el-Assad annonce une amnistie générale et l'ouverture d'un dialogue national avec l'opposition. Au 1er août, le bilan de la révolte syrienne serait, selon les ONG de défense des droits de l’homme reprises par El Watan, de quelque 2 000 morts et 3 000 disparus, ainsi que 26 000 arrestations. Derrière les manifestations en faveur des libertés, l'islamisme se révèle rapidement le moteur de la révolution et des révoltes armées. Cet aspect confessionnel est accentué par l'aide fournie par les États sunnites (Qatar et Arabie saoudite) aux groupes armées rebelles. Dès le début, notamment par le biais de la chaîne de télévision qatarienne Al jazeera, le soulèvement est présenté comme un conflit confessionnel entre chiites (ou alaouites) et sunnites. Les révoltes de rue débouchent dès avril 2011 sur une guerre civile.                                                              | Plus de 230 000                                        |
| Palestine (4,2 millions)                             | Mahmoud Abbas (Président depuis 2005)                                                                      | 28 janvier 2011         | Quelques manifestations. Le 12 février, annonce par Mahmoud Abbas d'élections législatives et présidentielles avant septembre, que rejette le Hamas. 29 avril, annonce d'un accord de gouvernement entre le Hamas et le Fatah. | 3                                                      |
| Maroc (y compris le Sahara occidental) (36 millions) | Mohammed VI (Roi depuis 1999) Abbas El Fassi (Premier ministre de 2007 à 2011)                             | 30 janvier 2011         | Des manifestations pacifiques le 20 février réunissent près de 40 000 personnes dans plusieurs villes. Des réformes politiques et sociales sont réclamées. Le 9 mars, le roi Mohammed VI annonce une importante réforme constitutionnelle, soumise à référendum, qui visera à renforcer les pouvoirs du Premier ministre et des partis politiques dans le pays. Des manifestations importantes ont toutefois lieu le 24 avril. Le 28 avril, un attentat à Marrakech fait 17 morts mais des jeunes estiment que « le printemps du Maroc va continuer ». Le mouvement des jeunes citoyens ayant déclenché ces manifestations a été par la suite appelé « mouvement du 20 février ». | 10                                                     |
| Soudan (32 millions)                                 | Omar el-Bechir (Président de 1993 à 2019)                                                                  | 30 janvier 2011         | Quelques manifestations. | 1                                                      |
| Djibouti (0,8 million)                               | Ismaïl Omar Guelleh (Président depuis 1999)                                                                | 1er février 2011        | Quelques manifestations. | 5                                                      |
| Bahreïn (1,2 million)                                | Hamed ben Issa Al Khalifa (Émir depuis 2002)                                                               | 14 février 2011         | Manifestations importantes, occupation d'espaces public, sit-in. Le roi de Bahreïn distribue environ 2 000 euros à toutes les familles du pays. Dans un premier temps, les autorités répriment le mouvement,, puis le 19 février, le pouvoir royal ordonne le retrait de l'armée du centre de Manama. Le 26, le roi procède à un remaniement ministériel. Le 14 mars, les pays du Golfe (Arabie saoudite, Émirats arabes unis) envoient des troupes à Bahreïn pour soutenir la monarchie sunnite. Le 16 mars, les autorités décrètent un couvre-feu dans la capitale, les manifestants sont délogés, puis six dirigeants de l'opposition sont arrêtés,. Un dialogue national s'ouvre le 2 juillet pour résoudre la crise. Le 4 juillet, l'Arabie saoudite entame le retrait de ses forces qui cause la reprise de la contestation. Les manifestations reprennent le 14 février 2012. Jugées « illégales », elles sont réprimées par les forces de l'ordre. | 92                                                     |
| Irak (21,2 millions)                                 | Jalal Talabani (Président de 2005 à 2014)                                                                  | 10 février 2011         | Manifestations importantes. Le 25 février, « journée de la colère » meurtrière. | 35                                                     |
| Libye (6,2 millions)                                 | Mouammar Kadhafi (Dirigeant du 1er septembre 1969 au 23 août 2011)                                         | 13 février 2011         | Manifestations, émeutes, insurrection armée ; le mouvement est réprimé par des massacres et les protestataires prennent rapidement les armes avec le soutien d'une importante partie de l'armée. La contestation éclate à Benghazi le 15 février et s'étend à tout l'est de la Jamahiriya arabe libyenne. Le 21 février, la contestation gagne tout le pays, dont Tripoli. Le 23 février, l'est passe contre le contrôle des insurgés et plusieurs villes de l'ouest, formation du Conseil national de transition le 27. La tendance s'inverse à partir du 6 mars, les forces de Kadhafi reprennent l'avantage. Le 18 mars, le Conseil de Sécurité de l'ONU vote une zone d'exclusion aérienne. La France, les États-Unis, le Canada et le Royaume-Uni commencent leurs frappes peu après l'attaque de Benghazi, capitale du CNT, par les forces de Kadhafi. Le 11 avril, la rébellion refuse un cessez-le-feu proposé par l'OUA et accepté par Kadhafi. De mars à mai 2011, les insurgés subissent un siège très dur par les forces gouvernementales à Misrata. Alors que le front est figé à l'est, il évolue progressivement à l'ouest. Le 23 août, Mouammar Kadhafi prend la fuite et Tripoli passe sous contrôle du CNT. Il est capturé le 20 octobre 2011 et tué le jour même. L'après-Kadhafi voit se dérouler une seconde guerre civile. Le nouveau gouvernement s'avère incapable de construire un véritable pouvoir central et de mettre un terme au désordre et à la violence dans le pays, où milices, clans régionaux et tribaux se font la guerre. | 50 000                                                 |
| Somalie (9,4 millions)                               | Sharif Sheikh Ahmed (Président de 2009 à 2012)                                                             | 13 février 2011         | Quelques manifestations. | 0                                                      |
| Koweït (3,6 millions)                                | Sabah IV (Émir de 2006 à 2020) Nasser Al-Mohammed Al-Sabah (Premier ministre de 2009 à 2011)               | 18 février 2011         | Quelques manifestations. Le 31 mars 2011, le gouvernement du Koweït présente sa démission. | 0                                                      |
| Hors du monde arabe                                  | |                         | |                                                        |
| Chypre (0,78 million)                                | Dimítris Khristófias (Président de 2008 à 2013) Derviş Eroğlu (RTCN) (Président de 2010 à 2015)            | 28 janvier 2011         | Le 2 mars, plus de 20 000 Chypriotes-turcs manifestent dans le nord de Nicosie contre les mesures d'austérité imposées par la Turquie et pour se débarrasser de sa tutelle. | 0                                                      |
| Iran (76,9 millions)                                 | Ali Khamenei (Guide suprême depuis 1989) Mahmoud Ahmadinejad (Président de 2005 à 2013)                    | 14 février 2011         | Manifestations à Téhéran et dans plusieurs autres villes, blocages de raffineries. Les révoltes dans le monde arabe ont réveillé l'opposition iranienne qui a profité de celles-ci pour manifester le 14 février contre le régime. De nouveaux incidents ont lieu le 16 février. Nouvelles manifestations le 20 février. | 3                                                      |

### Action non-violente et rôle de l’armée
Parmi les points communs entre les différentes révolutions arabes, l’influence de Gene Sharp, théoricien de la résistance non-violente, est souvent citée,,. Les méthodes qu’il préconise dans son manuel De la dictature à la démocratie sont régulièrement prises en exemple par les « Tahrites », au Caire,. Plusieurs Tunisiens révoltés, des membres du Mouvement de la Jeunesse du 6 avril en Égypte ont été formés à la résistance non-violente par le Canvas, fondé par le mouvement serbe Otpor ! (dont Mohamed Adel et la blogueuse Dalia Ziada). En 2006, selon l’ambassade des États-Unis à Damas, des dissidents syriens s’entraînaient aussi aux méthodes de résistance non-violente détaillées dans le manuel de Sharp. Enfin, les sites internet des Frères musulmans le proposaient traduit en arabe en libre téléchargement depuis plusieurs années.
Face à cette action non-violente, l’attitude des militaires face aux revendications populaires est primordiale :
- en Égypte et en Tunisie, l’armée est neutre : elle se détache du pouvoir qui ne dispose plus de cette force pour réprimer les manifestations. Toutefois, les deux cas restent différents vu que l’armée tunisienne n’a aucun pouvoir politique alors que les militaires égyptiens jouissent d’un pouvoir politique considérable et dirigent le pays depuis Gamal Abdel Nasser. En Égypte, contrairement au cas tunisien, l’armée a participé à la répression des manifestants sous Moubarak et dirigé le pays jusqu’aux élections du 19 mars à travers le conseil suprême des Forces armées sous la présidence de Mohamed Hussein Tantawi. Peu avant les élections, un bras de fer commence entre les Frères musulmans égyptiens, principale force politique civile, et cette institution militaire largement pourvue en prérogatives ;
- d’autres armées sont totalement inféodées au pouvoir grâce au recrutement, notamment : 70 % des militaires syriens, et 80 % des officiers sont alaouites ; une bonne partie des armées yéménite et libyenne sont dévouées au dictateur, grâce à un recrutement tribal et à des traitements de faveur ; à Bahreïn, les chiites majoritaires dans le pays sont absents de l’armée, et beaucoup d’étrangers sunnites sont naturalisés au moment de leur engagement ; les Émirats arabes unis ont recruté un corps de 800 mercenaires.

Enfin, quand ces mesures ne suffisent pas à écraser les révoltes, les armées étrangères peuvent appuyer l’armée nationale dans ses tâches de répression, à l'exemple des troupes saoudiennes à Bahreïn.

### Nouvelles technologies et médias
Un des points communs entre toutes les révolutions est le rôle important joué par les nouvelles technologies (télévision par satellite, téléphone mobile, réseaux sociaux d’Internet) : on a ainsi parlé de « révolution(s) Facebook » ou « révolution Twitter ». Le développement des technologies de l’information et de la communication permet une circulation très fluide et horizontale de l’information entre de très nombreux utilisateurs,, malgré toutes les tentatives des dictatures de contrôler ce flux. Cette forme de slacktivisme permet initialement d'assurer une couverture médiatique sur Internet et générer l’attention des médias traditionnels, elle permet aussi à des mouvements de se structurer, de préparer des mouvements de contestation. En Tunisie, le blog Nawaat, fondé par des cyberactivistes tunisiens, le mouvement Byrsa avec les consultations citoyennes en ligne, la campagne Nhar Ala Ammar ou le collectif Takriz ont été d'une certaine manière les précurseurs de ce type d'engagement. Mais plusieurs observateurs remettent en cause les termes de cybermilitantisme, « révolution 2.0 » ou de « révolution Facebook », car le mouvement de contestation qui devient une révolution se fait dans la rue et Internet n’est qu’un facteur de la révolution, qu’un des changements récents des sociétés.
Son rôle, certain dans le déclenchement des premières manifestations, se réduit ensuite, les éléments politiques de la contestation l’emportant sur les aspects technologiques. L’importance des réseaux sociaux est cependant cruciale dans la phase préparatoire : ils permettent aux individus de lever une hypothèque sur leur engagement, de vérifier qu’ils sont nombreux à avoir la même analyse de la situation, et de confirmer la validité de leur engagement personnel.
Le documentaire télévisé « Sens dessus dessous », de la tunisienne Najoua Hammami et l'Egyptienne Saada Abd El Kader, traitant du Printemps arabe sous l'angle des problèmes des martyrs et des blessés, a été primé dans la catégorie "investigation" des Dig Awards, et diffusé par la chaîne allemande Deutsche Welle.
La critique des médias étroitement liés aux pouvoirs a fait partie du mouvement, suscitant l'espoir d'un journalisme plus critique et plus professionnel. Dès l'année suivante, les universitaires ont constaté que l'émergence d'un journalisme d'investigation dans le monde arabe est devenu « le principal moteur de l’idéal » d'une nouvelle gouvernance des médias apparu en 2011, l'enquête étant promue comme une « pratique noble du journalisme » et même bien .
Le Parti Pirate International a joué un rôle important durant le printemps arabe, notamment en Tunisie. Le site tunisie-presse.com souligne l'implication du Parti Pirate Tunisien, fondé en septembre 2010, dans la révolution tunisienne : « Les membres du Parti Pirate avaient un seul souci, libérer le web qui était sous l’emprise du gouvernement […]. Ils distribuaient des supports numériques contenant des logiciels nécessaires pour déjouer la censure d'Internet et protéger les internautes du piratage de leurs connexions […] ». Slim Amamou, ex-membre du Parti Pirate Tunisien, a occupé le poste de ministre de la jeunesse et des sports du gouvernement transitoire durant près de trois mois avant de démissionner.
Par contre, les relations individuelles et autonomes, indépendantes des cadres autoritaires traditionnels, qui sont la règle sur Internet, se sont retrouvées dans la rue, donnant un fonctionnement très égalitaire aux manifestations et occupations de rue,. Et au total, l’importance des réseaux sociaux est égale à celle des comités de quartier dans la formation politique des citoyens.
Certains auteurs notent par ailleurs le rôle tenu par des organisations proches du gouvernement des États-Unis dans la formation de militants arabes et le soutien aux mouvements pour la démocratie.
L’engagement de l’influente chaîne qatarie Al Jazeera en faveur de certains mouvements populaires (pas ceux mettant en cause les intérêts de cette micro-pétro-monarchie) a également été un élément important dans le maintien et l’amplification de chaque mouvement, et dans la diffusion des protestations dans le monde arabe,,,.
Jean-Pierre Filiu défend l'idée dans son livre La Révolution arabe que le rôle joué par les réseaux sociaux fut exagéré. Ils n'ont par exemple joué qu'un rôle mineur et tardif en Tunisie.

### Place de l’islam et des femmes
Le déroulement effectif des révolutions, notamment en Égypte et en Tunisie, conduit à relativiser la peur de l'islamisme, ainsi que l’examen des programmes des organisations islamistes,. Selon des analystes, les sociétés qui contestent les régimes politiques en place sont insensibles aux thèses de l’islam radical, bien que croyantes et pratiquantes. Le risque de révolution islamique comme en 1979 est donc faible dans le monde arabe,. Sans être laïc, ce mouvement de protestations serait donc « séculier », selon Olivier Roy, suivi par d’autres observateurs. Les Frères musulmans eux-mêmes, s’ils conservent une idéologie sociale conservatrice, ont assez largement opté pour la démocratie, d’après le modèle du parti turc musulman, l’AKP,, et lorsqu'ils entament des négociations avec le pouvoir en Égypte, ils sont lâchés par leurs branches féminine et de la jeunesse. Ce modèle turc est ainsi souvent évoqué par les opposants, que ce soit en Tunisie, au Maroc, en Jordanie ou en Égypte, et ce d'autant plus que le Premier ministre AKP de la Turquie, Recep Erdoğan, a immédiatement soutenu les révolutions tunisienne et égyptienne, et a posé le régime turc en modèle pour les pays musulmans. De plus, les religieux, que ce soient les dignitaires musulmans ou coptes en Égypte, sont souvent trop compromis avec les anciens régimes pour avoir une influence déterminante. En Égypte, les dignitaires religieux ont presque tous condamné la révolution et ses objectifs, alors que les prières dans la rue sont l’indice d’une société croyante mais peu pointilleuse sur les rites.
La presse grand public occidentale émet par contre très tôt des craintes sur la prise de pouvoir des islamistes ; cette éventualité est aussi envisagée comme crédible en dehors de l'Europe, notamment par la presse iranienne.
Les femmes, traditionnellement cloîtrées, prennent une part active aux mouvements révolutionnaires, jouant même le rôle de leaders ; elles représentent 10 à 15 % des manifestants en Égypte, et les rapports respectueux qui s'instaurent entre hommes et femmes place Tahrir au Caire étonnent les manifestants,. L'écrivaine réfugiée en France Sérénade Chafik participe aux manifestations. On y a relevé cependant plusieurs cas d’agression sexuelle et au lendemain de la révolution, leur place est toujours très restreinte en politique : la manifestation de la journée des femmes, le 8 mars, est brutalement dispersée par les salafistes et les militaires, et elles sont quasi absentes du gouvernement et des 27 postes de gouverneur de province.
Les femmes sont aussi très présentes dans les manifestations yéménites et libyennes, avec Salwa Bugaighis qui fait partie du conseil national de transition. À Benghazi, un carré entouré de barrières est aménagé pour empêcher les hommes d’approcher les femmes sur la place du palais de justice de Benghazi, rebaptisée place Tahrir. On note leur présence importante en tenue occidentale ou traditionnelle, en abayas à Manama, au Yémen ou en Libye, et le blog vidéo de l’Égyptienne Asmaa Mahfouz est l’un des plus suivis lors des évènements de janvier-février en Égypte. En Syrie, les femmes sont très nombreuses à manifester et à faire grève, de toutes religions, voilées ou non, que ce soit dans les villes ou à la campagne, etc. Les artistes participent aux luttes, dont Mona Wassef, Kenda Aloush, Yara Sabri, Azza Al-Bahra, la réalisatrice Rasha Sharbotgui et les romancières Rima Folayhan, Yom Mashhadi ont signé un manifeste de solidarité aux enfants de Deraa.
Cette présence des femmes est d’ailleurs utilisée contre les manifestants, par exemple au Yémen, où Saleh pointe comme immorale la mixité dans les manifestations ; après ce discours, des extrémistes présents parmi les contestataires tabassent les femmes qui veulent supprimer la séparation hommes-femmes, aidés par les militaires de la 1re brigade blindée, entraînant ensuite de vives protestations parmi les manifestants en défense des femmes. Mais au total, l’anthropologue Mondher Kilani estime que l’émancipation des femmes est une des ruptures majeures introduites par les révolutions arabes.

### Étincelle tunisienne
Dans ce contexte de recul américain, de dictatures policières ou islamistes, de sentiment de sous-développement aggravé par la crise économique de 2008, et d'accaparement des richesses par des oligarchies restreintes, la révolution tunisienne est « la manifestation locale d'un malaise collectif ». Sentiment de sous-développement et non sous-développement réel : le FMI et la Banque mondiale considèrent que ces révolutions dans les pays d'Afrique du Nord et au Moyen-Orient apparaissent à un moment où la situation macroéconomique pour la plupart d'entre eux n'est pas trop dégradée par la crise financière des subprime de 2008 car leur intégration financière au niveau mondial est moindre et qu'ils ont adopté des mesures économiques pertinentes (ajustements en termes de taux de croissance meilleurs que le niveau mondial, politiques contracycliques adaptées), si bien que l'écart entre le sous-développement réel et le sous-développement perçu s'explique par le paradoxe de Tocqueville de l'insatisfaction croissante.
L'Arabie saoudite du vieux roi Abdallah voit d'un œil inquiet l'extension de la contestation et ne comprend pas le « lâchage » de Moubarak par les États-Unis.

## Tunisie, départ d'une flambée générale

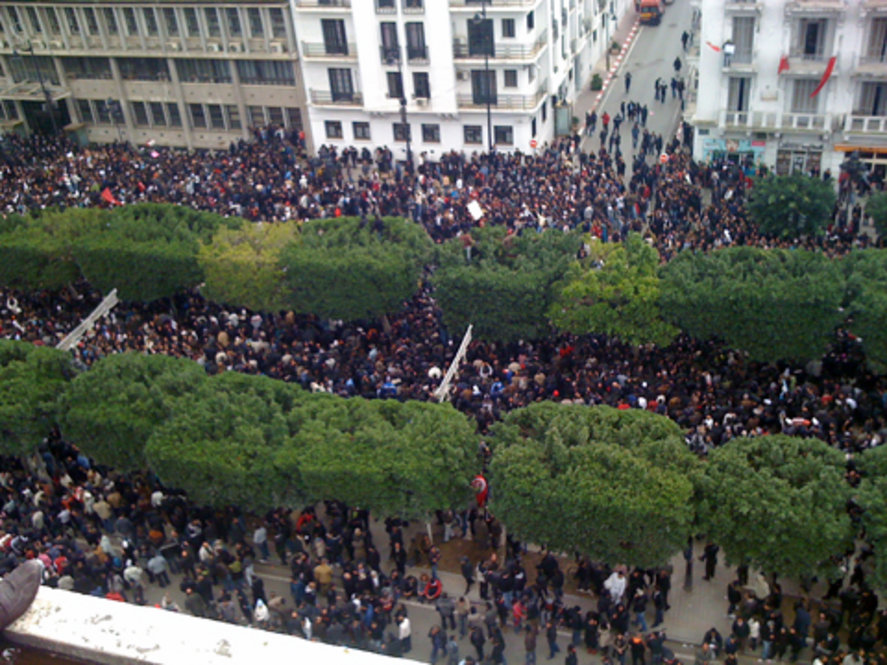
Manifestations à Tunis le 14 janvier.

La révolution tunisienne est une suite de manifestations insurrectionnelles en Tunisie en décembre 2010 et janvier 2011 ayant débuté après que Mohamed Bouazizi, vendeur de légumes ambulant de vingt-six ans, s'est immolé par le feu le 17 décembre 2010 devant le siège du gouvernorat de Sidi Bouzid. Ce suicide a entraîné une vague de colère chez les habitants de la région de Sidi Bouzid, pauvre et surtout agricole. La colère se propage à Kasserine et dans tout son gouvernorat, ainsi qu'à d'autres villes de l'Atlas, comme Jendouba, avant de toucher le Sud tunisien pour enfin gagner la capitale, Tunis.

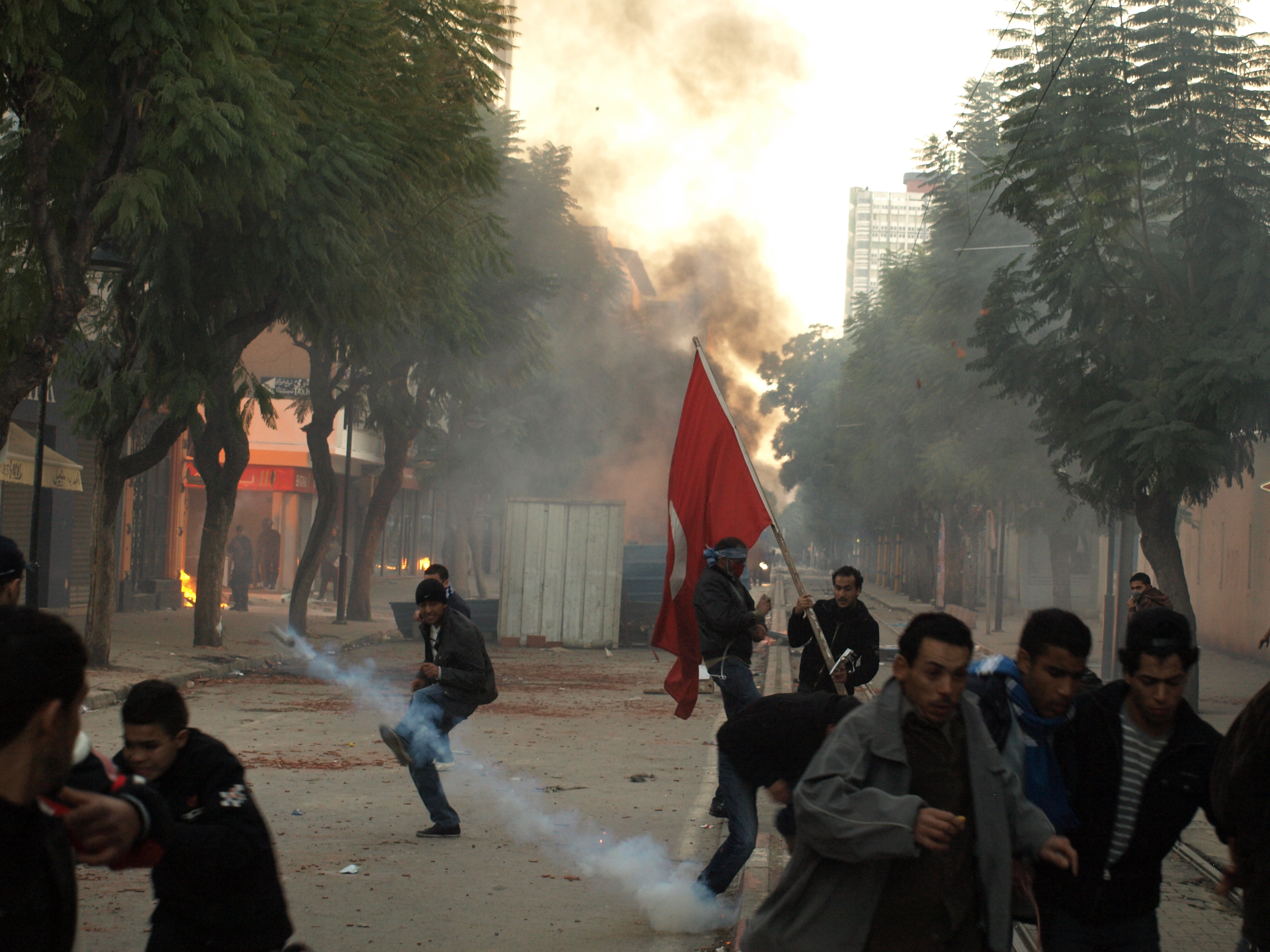
Tir tendu de grenade lacrymogène, Tunis le 14 janvier.

Le président Zine el-Abidine Ben Ali, en fonction depuis 23 ans, intervient trois fois à la télévision, sur la chaîne publique Tunisie 7 ; lors de sa première intervention, le président menace les causeurs de troubles de terribles sanctions et accuse les médias étrangers. Lors des deux dernières interventions télévisées, Ben Ali adopte un ton plus calme et promet du changement et notamment la liberté d'expression, un libre accès à l'Internet et de ne plus se représenter en 2014. Malgré cela, les manifestants réclament toujours son départ et le général s'enfuit vers l'Arabie saoudite le 14 janvier 2011, la France lui ayant refusé l'asile. La police et les milices du président déchu auront fait plus de 230 morts en moins d'un mois, s'attaquant à des manifestants non-armés.
Dans les jours qui suivent le départ de Ben Ali, les milices répandent la terreur dans la capitale tunisienne en tirant sur la foule depuis des bâtiments, dans l'espoir de semer le chaos et de voir le général revenir au pouvoir. Un gouvernement d'union nationale est créé le 17 janvier 2011 et le culte de la personnalité de Ben Ali se termine par le retrait de ses affiches de parfois plus de 30 mètres, du renommage des lieux faisant référence à sa prise du pouvoir (7 novembre 1987), comme la chaîne Tunisie 7 qui désormais s'appelle Télévision tunisienne 1 : c'est la fin du culte du chiffre 7. Un mandat d'arrêt international est lancé par la nouvelle justice tunisienne contre le général Ben Ali et son épouse Leïla, cette dernière beaucoup plus haïe que son époux, en raison de ses nombreux pillages sur le peuple[réf. nécessaire]. L'ancien parti gouvernemental est suspendu le 6 février.
Le 12 février, on annonce que des milliers de Tunisiens fuient la Tunisie vers l'île de Lampedusa et l'Union européenne. L'état d'urgence humanitaire est décrété en Italie,. Le 27 février, après de nouvelles manifestations violentes, le Premier ministre tunisien, Mohamed Ghannouchi démissionne et est remplacé par l'ancien ministre de Bourguiba, Béji Caïd Essebsi. Le 3 mars, le président par intérim Fouad Mebazaa annonce la tenue de l'élection d'une Assemblée constituante le 24 juillet.

## Effet domino
L'effet domino, qui voudrait que la révolution tunisienne se propage d'abord à d'autres pays arabes, est officiellement envisagé quand le secrétaire général de la Ligue arabe, l'Égyptien Amr Moussa déclare, le 19 janvier, que « les citoyens arabes sont dans un état de colère et de frustration sans précédent ». De fait, dix jours plus tard, des troubles touchent plus ou moins fortement de nombreux pays arabes. Pourtant, beaucoup doutent alors de cet effet domino comme ce professeur de sciences politiques au Caire qui pense que l'exemple tunisien sera sans effet car « la Tunisie était un exemple extrême de dictature ».
Pour Jean d'Ormesson, cinq semaines plus tard, la théorie des dominos, qui fut à la mode dans les années 1960 ou 1970, triomphe « dans ce mois de février 2011 qui sera à jamais arabe ». Il souligne aussi le rôle d'Internet et de la télévision qui ont permis « à la révolte de naître et de se développer » puis d'en répandre les images sur toute la planète.
Le 31 janvier, L'Orient-Le Jour publie un résumé de ces troubles citant l'Égypte, le Yémen, la Jordanie, l'Algérie, le Soudan, Oman, la Mauritanie, le Maroc et la Syrie. Les causes récurrentes, selon un chercheur de l'IRIS, Karim Bitar, sont principalement « un pouvoir sclérosé, un président au pouvoir depuis trente ans, un appareil militaro-sécuritaire très répressif et des conditions économiques difficiles, notamment un taux de chômage des jeunes très important ». Toujours selon ce chercheur, la baisse du taux de fécondité, la hausse de l'alphabétisation et les liens tissés entre les peuples via les réseaux sociaux sur Internet ont favorisé ces troubles alors que les attentats du 11 septembre 2001 et la guerre en Irak avaient permis aux régimes autoritaires de renforcer leur emprise.
Selon Alain Gresh, « on peut noter aussi que la lutte contre Israël, qui offrait souvent aux régimes du Proche-Orient un argument pour maintenir leur emprise – au nom de l’unité contre l’ennemi sioniste –, ne semble plus suffire ».
Les soulèvements sont parfois comparés au Printemps des peuples de 1848. De la même façon que les monarchies conservatrices d'Europe se concertaient pour contrer les révolutions, les pays membres de la Ligue arabe se sont réunis en urgence, lundi 15 février, afin de prévenir la chute d'un troisième gouvernement qui pourrait complètement déstabiliser la région. Afin de prévenir de nouvelles révoltes, les gouvernements se sont mis d'accord pour accroître la coopération économique.
La théorie des dominos appliquée au Maroc est énoncée début février 2011 en tant que « mythe de la contagion » dans l'hebdomadaire marocain Le Temps,,.

### Révolution égyptienne

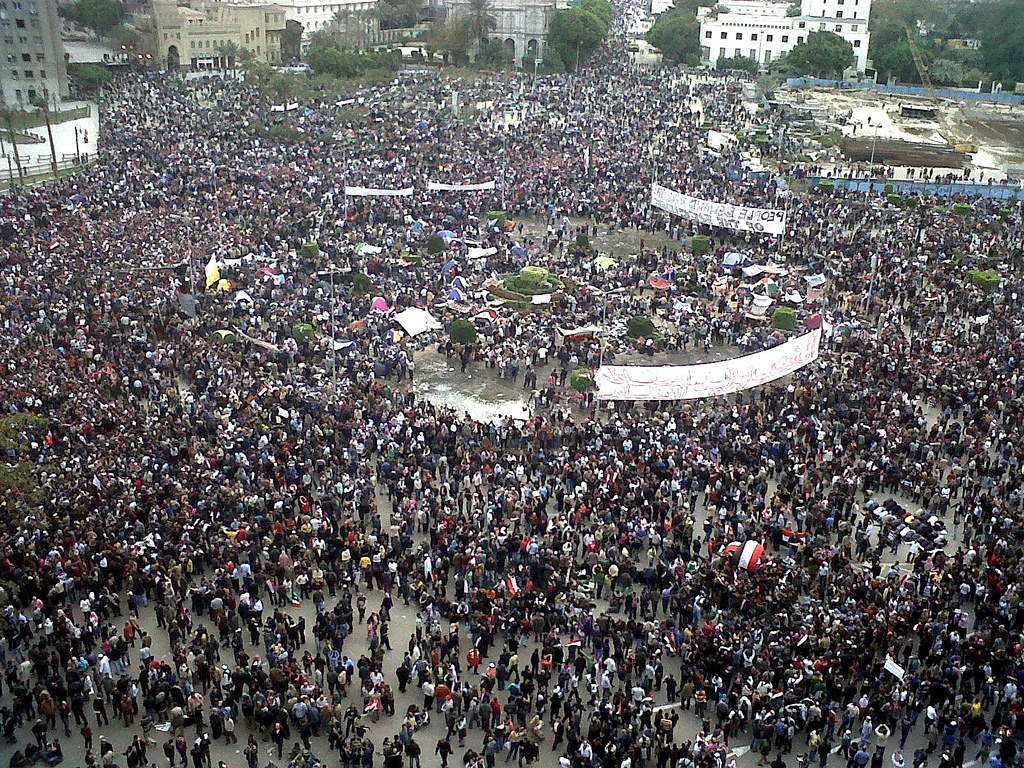
Manifestants sur la place Tahrir au Caire le 4 février.

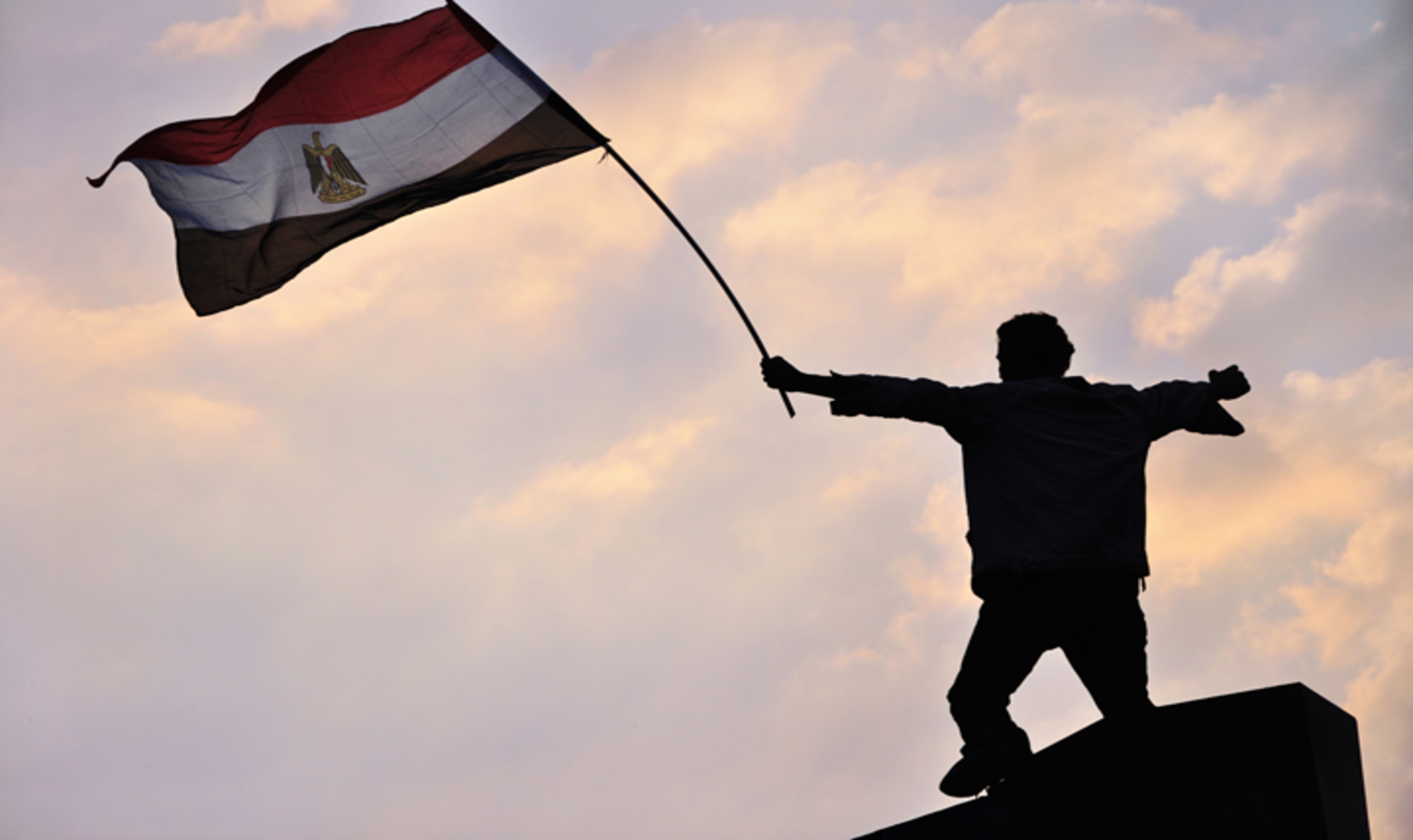
Un manifestant égyptien avec le drapeau du pays.

Depuis déjà plusieurs années, les contestations contre le pouvoir et la pauvreté s'étaient accrues en Égypte, surtout sur internet. Après le déclenchement de la révolution tunisienne de 2010-2011, les protestations augmentent en intensité et l'opposition s'organise. Après de nombreux cas d'immolations, les manifestations massives débutent le 25 janvier avec plusieurs dizaines de milliers de protestataires qui se réunissent dans plusieurs villes du pays, notamment au Caire à Suez et à Alexandrie. Dans les jours suivants, les manifestations continuent à prendre de l'ampleur. Le 27 janvier, des affrontements entre la police et les manifestants ont lieu au Caire et le siège du Parti national démocratique est pris d'assaut puis incendié. Le même jour, l'opposant Mohamed El Baradei, prix Nobel de la paix, rentre en Égypte.
Le mouvement est durement réprimé par la police et l’armée ; les moyens de communications comme internet et le téléphone sont suspendus et un couvre-feu est instauré. La protestation s'amplifie pourtant, la place Tahrir est occupée jour et nuit par les manifestants et le 1er février près de deux millions de personnes manifestent au Caire et huit millions dans tout le pays. Le président Hosni Moubarak promet alors de ne pas se présenter à la prochaine élection présidentielle prévue en septembre 2011 et de réformer la constitution pour permettre un plus grand pluralisme. La protestation se poursuit pourtant, réclamant le départ du président et des réformes démocratiques. Le 5 février, la direction du Parti National Démocratique au pouvoir, dont fait partie Gamal Moubarak, le fils du président, démissionne. Les Frères musulmans, considérés comme la principale force d'opposition, rejoignent le mouvement mais restent discrets. Le mouvement s'allie avec l'opposition laïque et libérale. Des consultations s'ouvrent alors entre le vice-président et l'opposition, dont les Frères musulmans, qui débouchent sur un accord en vue de former un comité pour préparer des réformes constitutionnelles d'ici la première semaine de mars.
Le 10 février, Hosni Moubarak annonce qu'il transmet à son vice-président Omar Souleiman « des pouvoirs de président de façon constitutionnelle », mais sans quitter le pouvoir. La déception au moment du discours présidentiel n’en est que plus grande : les commentateurs relèvent la fureur des manifestants, qui lèvent leur chaussure en direction du raïs. Les manifestants de la place Tahrir dénoncent une trahison et sont rejoints dans la nuit par des centaines de nouveaux manifestants. Certains d'entre eux marchent vers le Palais présidentiel. Le lendemain, 11 février, la pression des manifestations ne se relâche pas et l'opposition appelle de nouveau à manifester pour une journée baptisée « journée de l'adieu ». Dans l'après-midi, Hosni Moubarak et sa famille quittent la capitale pour Charm el-Cheikh. Leur départ est confirmé par Omar Souleiman, qui annonce aussi la démission du président et la transmission au Conseil suprême des Forces armées, sous la présidence de Mohamed Hussein Tantawi, de la gestion du pays.
La révolution a eu pour effet la démission du président Mohammed Hosni Moubarak, au pouvoir depuis près de 31 ans, après 18 jours de manifestations. L'armée assure l'intérim et met progressivement en place la transition. Dans un premier temps, le gouvernement reste en place. L'armée annonce le 13 février la dissolution du Parlement, la suspension de la Constitution et affirme qu'elle assurera l'intérim jusqu'à l'organisation d'élections le 19 mars 2011.
Le 28 février 2011, les autorités égyptiennes interdisent à Hosni Moubarak et à sa famille de voyager et bloquent leurs avoirs financiers. Le mouvement révolutionnaire continue néanmoins ses mises à sac de tous les sièges de la Sécurité d’État durant le week-end du 5 mars.
Le 3 mars, le Premier ministre, Ahmed Chafik, nommé par Hosni Moubarak, démissionne et est remplacé par Essam Charaf, ancien ministre.
Lors du référendum du 19 mars, les Égyptiens approuvent massivement une réforme de la Constitution.

### Guerre civile libyenne

L'ancien drapeau libyen a été brandi par les manifestants. Il a été en vigueur de 1951 à 1969, date de la prise de pouvoir de Mouammar Kadhafi.

Sous l’influence de l’ampleur des manifestations en Tunisie, la contestation commence le 13 janvier en Libye. Le régime de Mouammar Kadhafi a d’abord pris des mesures préventives : interdiction des rassemblements, annulation de rencontres sportives, baisse du prix des aliments de base, et quelques mesures sociales. Cependant, une manifestation a eu lieu à Benghazi le soir du 15 février, et les affrontements avec la police, qui utilise des armes à feu, en plus des canons à eau et des gaz lacrymogènes, ont duré tard dans la nuit, faisant 38 blessés au moins, dont dix policiers. Internet est utilisé comme relais d'appel à une journée de la colère pour le 17 février,. Al Jazeera annonce que les forces armées libyennes ouvrent le feu sur un enterrement des victimes de la veille et tuent au moins quinze personnes. Selon Human Rights Watch, la répression a fait 84 morts entre les 16 et 18 février,, et 300 morts et 1 000 blessés selon le bilan du 20 février de Libyan Human Rights Solidarity.

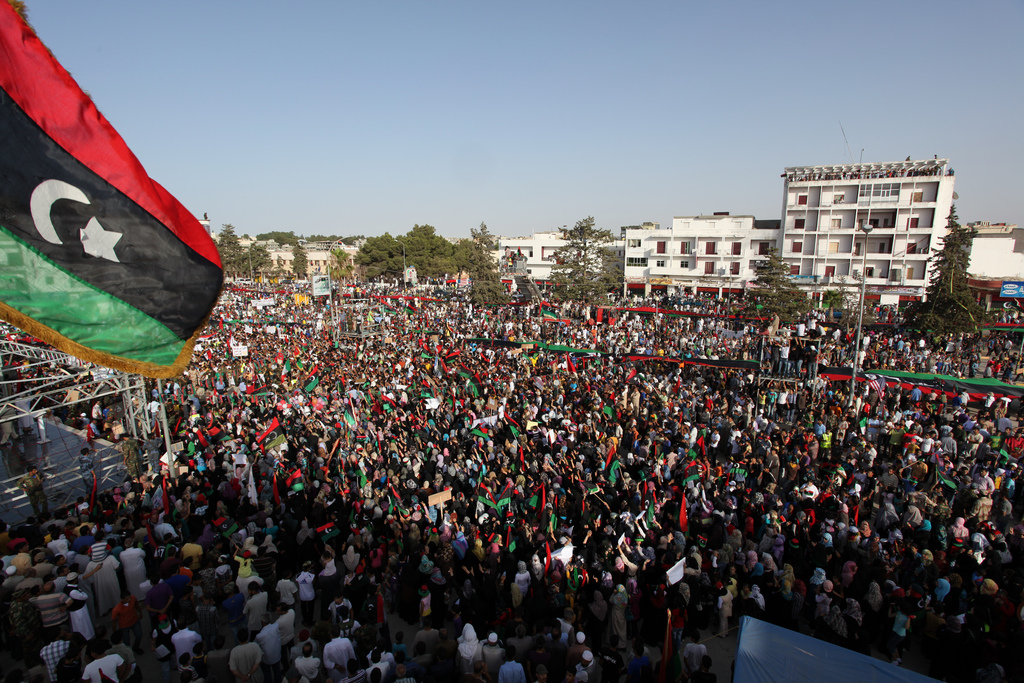
Manifestation dans la ville d'El Beïda.

Le 20 février, Saïf al-Islam Kadhafi, fils de Mouammar Kadhafi, met en garde contre la possibilité d'une « guerre civile » dans le pays qui ferait couler des « rivières de sang ». Déclarant : « nous ne lâcherons pas la Libye et nous combattrons jusqu'au dernier homme, jusqu'à la dernière femme et jusqu'à la dernière balle », il promet cependant des « réformes ». Le mouvement de révolte s'exprime d'abord surtout dans l'Est du pays, et notamment dans la ville de Benghazi (deuxième plus peuplée du pays). Le lendemain, la BBC annonce la démission ou le ralliement à la révolution de plusieurs diplomates libyens ainsi que des membres des forces de l'ordre. Ces événements entraînent une forte hausse du prix du pétrole. Les terminaux pétroliers et l'activité économique sont paralysés alors que les défections se multiplient.
Puis le mouvement s'étend quelques jours après à l'ouest et dans la capitale Tripoli où il est très violemment réprimé. Le bilan s'élèverait à 300 morts pour la seule capitale du pays. L'Est du pays finit par tomber sous le contrôle des manifestants selon de nombreuses sources, grâce notamment à des défections de soldats et policiers qui ont rejoint les manifestants. À partir du 21 février, la répression des manifestations prend un tour particulièrement violent, les membres des comités révolutionnaires et les mercenaires recrutés par Kadhafi faisant probablement des centaines ou des milliers de morts dans les rangs des opposants. Cette violente répression provoque l’éclatement du régime, le ministre de l’Intérieur, le ministre de la justice, de nombreux ambassadeurs, des militaires démissionnent ou rallient les insurgés. Le régime poursuit la répression malgré des défections au sein des forces de sécurité par l'embauche de mercenaires étrangers payés pour tirer sur des manifestants. Mouammar Kadhafi prononce une allocution télévisée le 22 février dans laquelle il menace les opposants de « nettoyer la Libye rue par rue et maison par maison », se dit « chef de la révolution jusqu'à la fin des temps » et appelle ses partisans à descendre dans la rue pour le soutenir. Les bilans des manifestations et de leur répression varient de 640 à 2 000 morts et plus. Ce dernier appel est très peu suivi, à l'exception de quelques manifestations de faible ampleur à Tripoli, et provoque la prise de conscience du danger à l'étranger.
Kadhafi s'adresse une nouvelle fois à la foule sur la place Verte de Tripoli, le 25 février en fin de journée, accuse Al-Qaïda d'être à l'origine des événements, et ouvre les dépôts d'armes de la capitale, alors que les insurgés en ont déjà pris plusieurs quartiers. La télévision libyenne annonce en outre que chaque famille libyenne recevra 500 dinars (300 euros) et que certains fonctionnaires seront augmentés de 150 %. Le 27 février, un Conseil national de transition est formé à Benghazi, fusionnant deux instances provisoires, le Conseil national libyen et le gouvernement provisoire de l'ancien ministre de la justice Moustafa Mohamed Aboud al-Djeleil,. Représentant les villes tombées aux mains des insurgés, il est chargé d'incarner « le visage politique de la révolution ». Au même moment, selon le HCR, 100 000 personnes, principalement des travailleurs égyptiens et tunisiens, ont fui la Libye.
La révolution s'étend à l'ouest jusqu'à Zaouia au centre à Brega et à l'ouest de Ras Lanouf. Le 4 mars, les révolutionnaires ont pris la ville pétrolière de Ras Lanouf sur la côte centrale du pays et progressent en direction de Tripoli. À l'ouest de la Libye, le 5 mars, l'armée de Kadhafi progresse et pénètre au prix de violents combats dans les villes occupées par les insurgés comme Zaouïa (autre pôle pétrolier de Libye). Le 8 mars, selon Al-Jazeera, les insurgés étudient une offre de Khadafi de se retirer, offre que la télévision libyenne officielle nie. Le 12 mars, Ras Lanouf est repris par les forces pro-gouvernementales à la suite de plusieurs attaques coordonnées,.

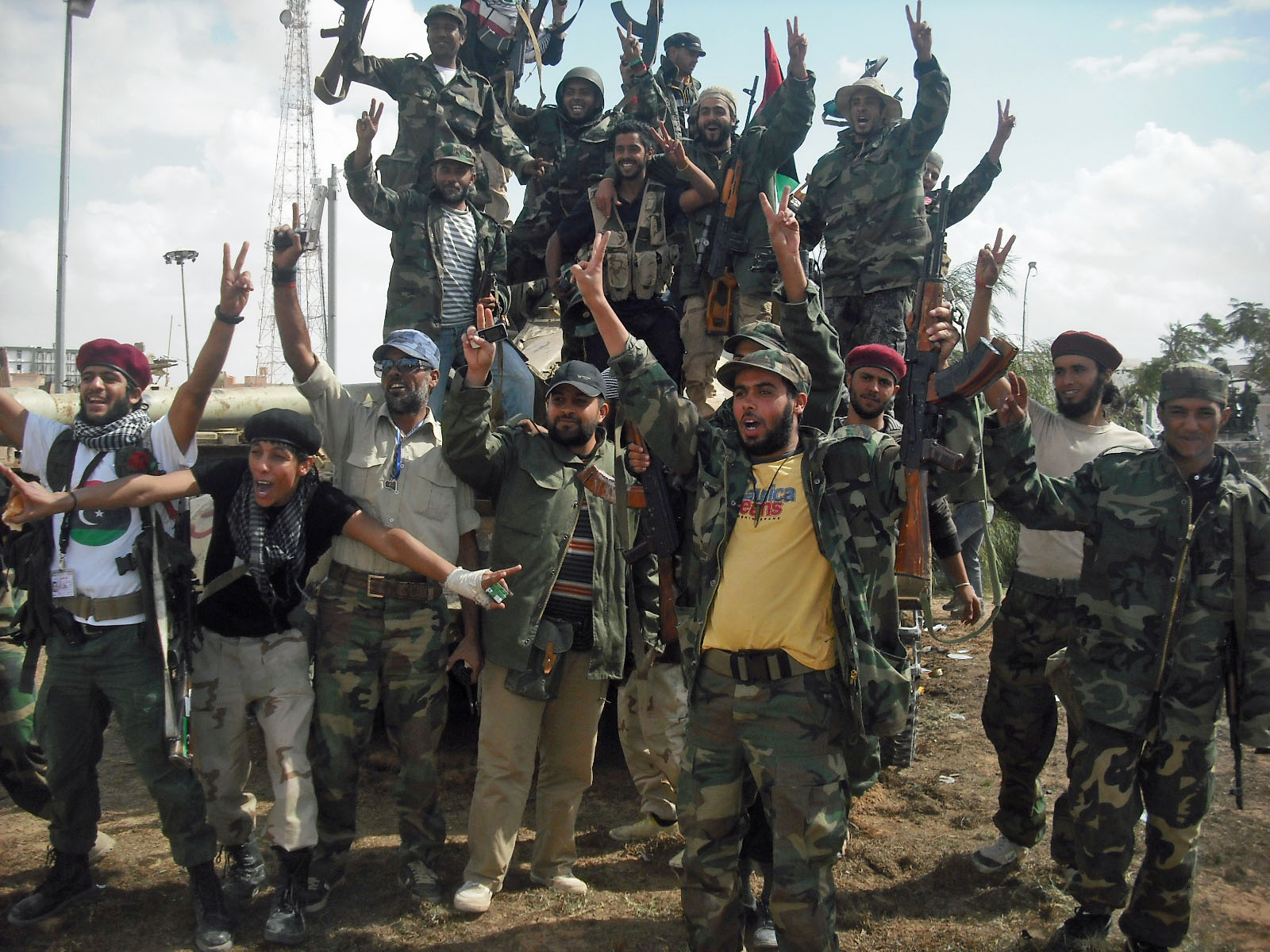
Rebelles libyens après la prise de Bani Walid.

Au 15 mars, celles-ci continuent leur offensive et bombardent à l'artillerie Ajdabiya, à 160 km au sud de Benghazi. Le 13 mars, les troupes de Khadafi reprennent Brega, le 15 mars c'est Ajdabiya qui tombe aux mains des troupes de Khadafi. Le 18 mars, après la résolution du Conseil de Sécurité de l'ONU imposant une zone d'exclusion aérienne, Khadafi proclame un cessez-le-feu alors que le matin du 19 mars ses troupes attaquent Benghazi,. Le 20 mars, après les premiers bombardements de la coalition, l'armée libyenne annonce de nouveau un cessez-le-feu sans le respecter, alors que Benghazi est libérée de la menace des troupes de Khadhafi qui se replient vers Ajdabiya.
Après une période d'incertitude sur le plan militaire, la situation bascule dans la région de Tripoli dans le courant du mois d'août, où plusieurs villes environnant la capitale tombent les unes après les autres aux mains de la rébellion.
Le week-end du 20-21 août, soutenues par des bombardements renforcés de l'OTAN, les forces rebelles du CNT lancent une offensive majeure nommée « Sirène » contre la capitale ainsi encerclée. Rencontrant une faible résistance, elles s'assurent en quelques heures du contrôle d'une grande partie de Tripoli, réduisant le pouvoir de Kadhafi à une portion congrue.
Les combats se poursuivent ensuite autour des derniers bastions kadhafistes. Le 20 octobre 2011, Syrte, le dernier d'entre eux, tombe aux mains des forces du Conseil national de transition et Mouhammar Kadhafi est tué. Le 23 octobre 2011 à Benghazi, le président du CNT Moustapha Abdeljalil proclame la « libération » de la Libye et l'adoption de la « charia » comme source du droit, mettant officiellement fin à la guerre civile qui durait depuis huit mois.

### Révolution yéménite

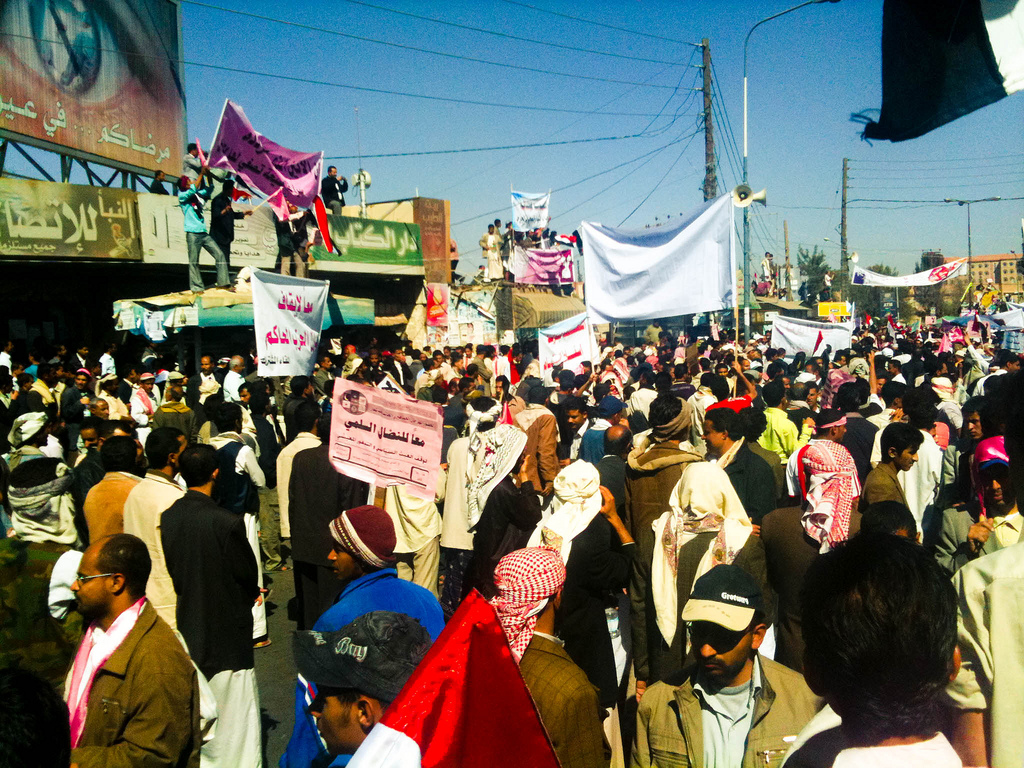
Manifestations au Yémen à Sanaa le 3 février.

Les manifestations yéménites commencent le 29 décembre, dénoncent « la transmission héréditaire du pouvoir » et réclament le départ du président de la république yéménite Ali Abdallah Saleh, au pouvoir depuis plus de trente ans.
Jeudi 27 janvier, près de 16 000 personnes manifestent dans les rues de Sana'a, scandant des slogans tels que « Non au renouvellement des mandats, non à la transmission héréditaire du pouvoir » — des rumeurs soupçonnant le président Saleh de vouloir transmettre le pouvoir à son fils Ahmed, chef de la garde républicaine, à l'exemple des précédents syriens (Bachar el-Assad) ou azerbaïdjanais (Ilham Aliev). Organisées par une coalition de partis d'opposition dominée par le parti islamiste Al-Islah, le « forum commun », les manifestations restent pacifiques.
Le 2 février, le président Saleh tente de désamorcer la crise en affirmant devant le parlement qu'il ne briguerait pas un nouveau mandat en 2013. Dans une allocution diffusée par la télévision d'État, il déclare : « Nous sommes une république, et je suis contre la transmission du pouvoir ».
Le 3 février, des dizaines de milliers d'opposants au régime se réunissent de nouveau dans les rues de Sana'a, réclamant toujours la démission du président Saleh.
Le 12 février, au lendemain de la victoire de la révolution égyptienne, près de 4 000 manifestants se heurtent aux forces de l'ordre et à près de 10 000 partisans du président Saleh.
Le 23 avril, le Président Saleh annonce qu'il quittera le pouvoir dès qu'un gouvernement d'union nationale sera mis en place, conformément au plan de sortie de crise du Conseil de coopération du Golfe accepté par les deux camps. Après s'être désisté au dernier moment, le président Saleh provoque la colère des manifestants et des combattants tribaux, marquant le début d'affrontement armés entre forces gouvernementales et opposants insurgés. L'accord est finalement signé fin novembre, et le président Saleh cède le pouvoir à son vice-président avant de quitter le pays. Le 21 février 2012, l'ancien vice-président, Abd Rab Mansour Hadi, est élu président de la république pour un mandat intérimaire de deux ans lors d'élections présidentielles anticipées. Il fait de la lutte contre Al-Qaida dans la péninsule arabique une priorité.

### Guerre civile syrienne
Alors que des appels à manifester sont lancés depuis le 4 février, le mouvement de contestation a du mal à démarrer en Syrie, en raison de l'impossibilité de manifester sans se faire arrêter par les services de renseignement. Cependant, après l'arrestation de 21 enfants pour un graffiti, et le refus de les libérer, les manifestations se répètent chaque jour à Deraa à partir du 15 mars,,. La contestation s'étend à tout le pays après que la répression armée du régime syrien tue des dizaines de manifestants. Le vendredi 18 mars, des manifestations de plusieurs milliers de personnes ont lieu à Deraa, Damas Homs et à Banias et sont violemment réprimées par les forces de l'ordre. Le 21 mars, plusieurs bâtiments symboliques du pouvoir (siège du parti Baas, tribunaux) sont incendiés.
Toute condamnation internationale de la répression est toutefois bloquée notamment par la Russie et la Chine, opposées à toute action internationale contre leur allié syrien, et échaudées par le précédent libyen.
Ce mouvement de répression se poursuit et se renforce lors de l'été : constatant le débordement des forces de police, le régime utilise l'armée, les milices chabihas et les forces spéciales contre les villes soulevées, notamment à Homs, causant des milliers de morts y compris lors du Ramadan de l'été 2011. Plusieurs capitales arabes condamnent finalement le pouvoir syrien, provoquant une session spéciale du Conseil des droits de l'homme de l'ONU le 22 août 2011. Dès le début de l'été 2011 puis à l'automne, les défections au sein des forces armées se multiplient, de nombreux militaires refusant de tirer sur des manifestants, civils désarmés,. Parmi les déserteurs, de nombreux soldats et officiers décident de prendre les armes pour défendre les manifestants et l'armée syrienne libre est créée,,.
La Syrie bascule alors dans une longue guerre civile qui fait de centaines des milliers de morts, essentiellement civils, et force plus de la moitié de la population syrienne à s'exiler ou se déplacer dans le pays.
En 2024, le régime syrien s'effondre face aux rebelles et Bashar s'enfuit en Russie.

### Contestation bahreïnienne

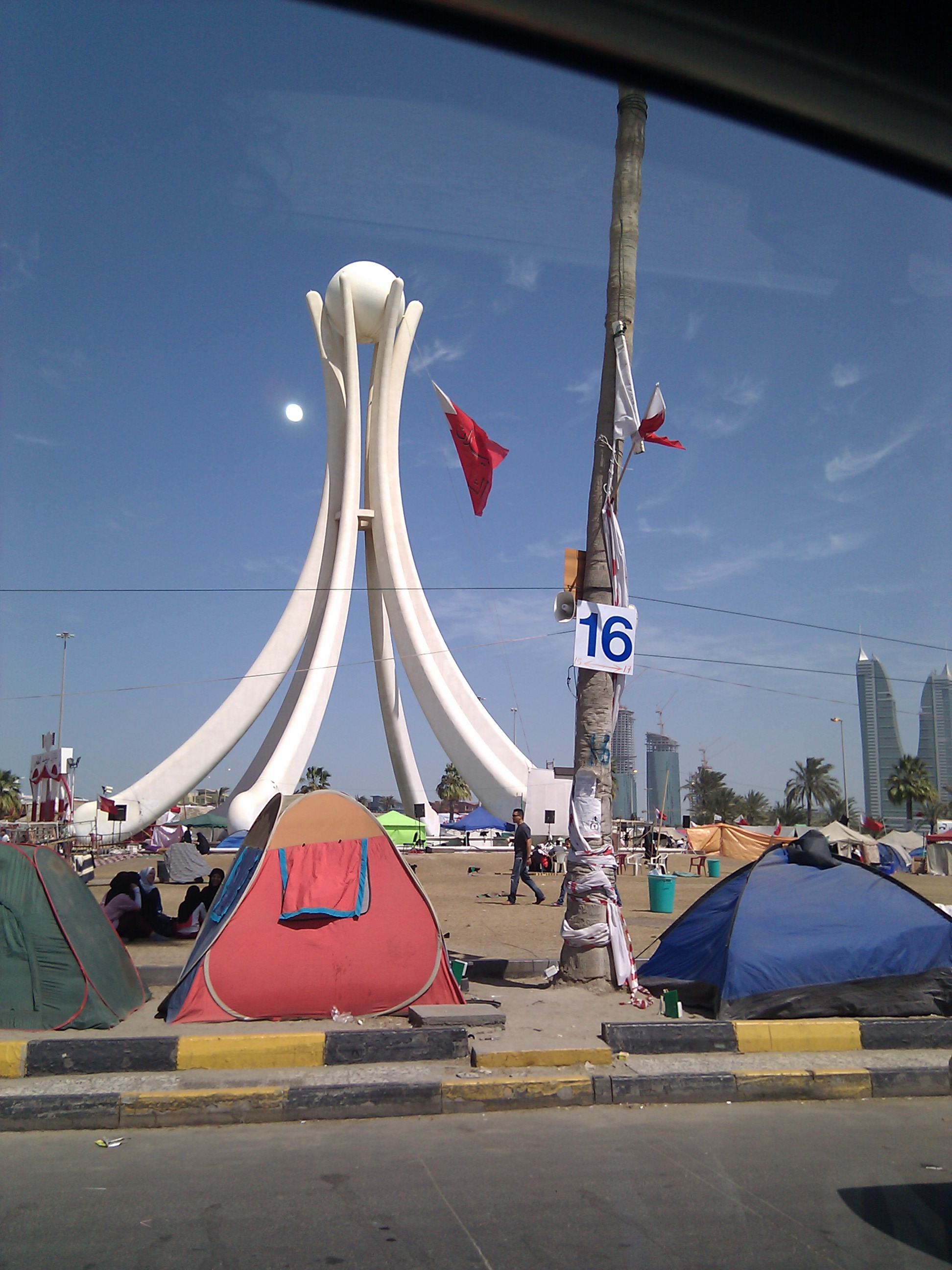
Manifestants bahreïniens campant autour de la place de la Perle.

Les protestations bahreïniennes de 2011 sont une vague de contestations populaires sociales et politiques rares dans ce pays, débutées à partir du 14 février 2011 dans le pays arabe de Bahreïn. Il s'inscrit dans un contexte de protestations dans les pays arabes. Comme en Tunisie ou encore en Égypte, les manifestants demandent plus de libertés et de démocratie, ainsi qu'un meilleur respect des droits de l'homme.
La majorité chiite descend également dans la rue pour demander davantage de droits et un partage plus équitable des richesses issues du pétrole, détenues par le clan sunnite au pouvoir. 
Le 14 mars 2011, des détachements de troupes venus du Golfe arrivent à Manama dans le but de s'opposer aux manifestations chiites. Le gouvernement réprime alors durement les manifestations en tirant sur la foule à balles réelles, avec l'aide de l'armée saoudienne, provoquant des dizaines de morts. 
Les manifestations et la répression continue en 2012 et 2013.

### Contestation algérienne

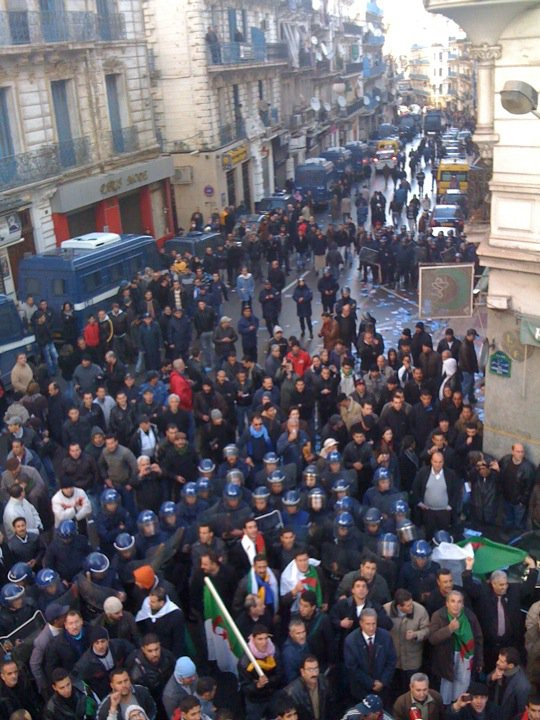
Manifestations algériennes.

Le mouvement de contestation en Algérie commence le 28 décembre, après que le coût de la farine et des aliments de base a explosé.
Contrairement aux informations diffusées à travers certains médias, les protestations contre la hausse des prix auraient d'abord débuté à Oran, dès la soirée du lundi 3 janvier dans le quartier de Ras el Aïn. Les manifestations ont par la suite gagné d'autres quartiers d'Oran et villes d'Algérie, notamment Douaouda le 4 janvier, dans la wilaya de Tipaza, quand des échauffourées entre des jeunes et la police furent signalées ; plus tard ce jour-là, la même chose arrive à Fouka et à Staoueli. À la tombée de la nuit du 5 janvier, l'expulsion d'un groupe de vendeurs ambulants à Bab El Oued, Alger, provoque des émeutes dans le vieux quartier des Trois-Horloges, où se trouve la Sûreté de la Daïra de Bab El Oued, un groupe de jeunes cagoulés et armés de pierres tente en vain de pénétrer dans le siège de la Sûreté de Daïra ; au lieu de cela, ils s'attaquent à un abribus, pillent deux magasins se trouvant dans le quartier, allument des feux avec des ordures et des pneus et cassent les poteaux d'éclairage public ; des show-rooms de concessionnaires automobiles sont aussi saccagés dans le quartier de Triolet, et des voitures qui étaient dedans, brûlées et détruites. Ali Belhadj, l'ex numéro deux du Front islamique du salut, parti islamiste interdit en Algérie est allé voir les jeunes manifestants à Bab El Oued, les encourageant, avant de se faire arrêter par la police le même soir. Plusieurs émeutiers sont arrêtés ce jour-là aussi par les forces de l'ordre.
En signe de protestation, au moins onze personnes tentent de se suicider par le feu, quatre décèdent.
Le 3 février est annoncée la levée prochaine de l'état d'urgence, en vigueur depuis 1992. Celle-ci est promulguée le 24 février. Le 7 février, la préfecture d'Alger interdit la marche du samedi 12 février organisée par la Coordination nationale pour le changement et la démocratie (CNCD), qui est dispersée par les forces anti-émeutes. Le 13 février, l'opposition appelle à de nouvelles manifestations pour le 19.

### Contestation jordanienne
La Jordanie connaît une situation qui, dans une certaine mesure, est comparable à celle de la Tunisie : petit pays, sans ressources pétrolières, à la population jeune, diplômée et touchée par le chômage. Les classes dirigeantes sont également corrompues et accaparent les richesses du pays. La situation est plus explosive, car le pays est face à Israël et abrite une importante communauté palestinienne. Les manifestations commencent le 14 janvier, jour du départ de Ben Ali. Le roi Abdallah II tente de désamorcer la situation en remplaçant le premier ministre par Maarouf Bakhit au mois de janvier 2011, qui annonce la formation de son nouveau gouvernement le 9 février. Cependant, dès le 5 février, les tribus bédouines, soutien traditionnel de la monarchie, marquent leur opposition en publiant une dénonciation de la corruption de l'épouse du monarque, ce qui menace donc directement le régime qui bénéficie encore de la neutralité des Palestiniens.
En réponse aux manifestations prolongées, le nouveau Premier ministre est de nouveau remplacé en octobre, par Awn Shawkat Al-Khasawneh. Accusé de lenteur face aux réformes, celui-ci démissionne, et le roi changera de nouveau de Premier ministre en avril en la personne de Fayez Tarawneh.

### Manifestations marocaines
Au Maroc, le jeune roi Mohammed VI avait promis, lors de son accession au trône en 1999, une série de réformes démocratisant la monarchie. Il avait également entrepris une évolution du statut des femmes et un débat sur les années de plomb. Cependant, le processus de démocratisation du régime est demeuré bloqué selon un groupe de jeunes Marocains appelé Mouvement du 20 février. Ceux-ci, encouragés par la vague contestataire du début 2011, lancent sur les réseaux sociaux plusieurs appels à manifester, le premier le 30 janvier. Ces appels à manifester, peu suivis, se renouvellent, désignant le 20 février 2011 comme étant la « journée de la dignité ».
Selon le « Mouvement du 20 février », il s'agit de « revendications politiques et non pas une demande de changement du régime monarchique, c'est un appel à des réformes constitutionnelles ». Cet appel à manifester est soutenu par le mouvement islamiste Al Adl Wal Ihsane et quelques associations de droits humains notamment l'AMDH. Quant aux partis politiques marocains, comme le parti de la justice et du développement, principal parti islamique de l'opposition, ont appelé à ne pas participer à ces manifestations craignant des « débordements ».

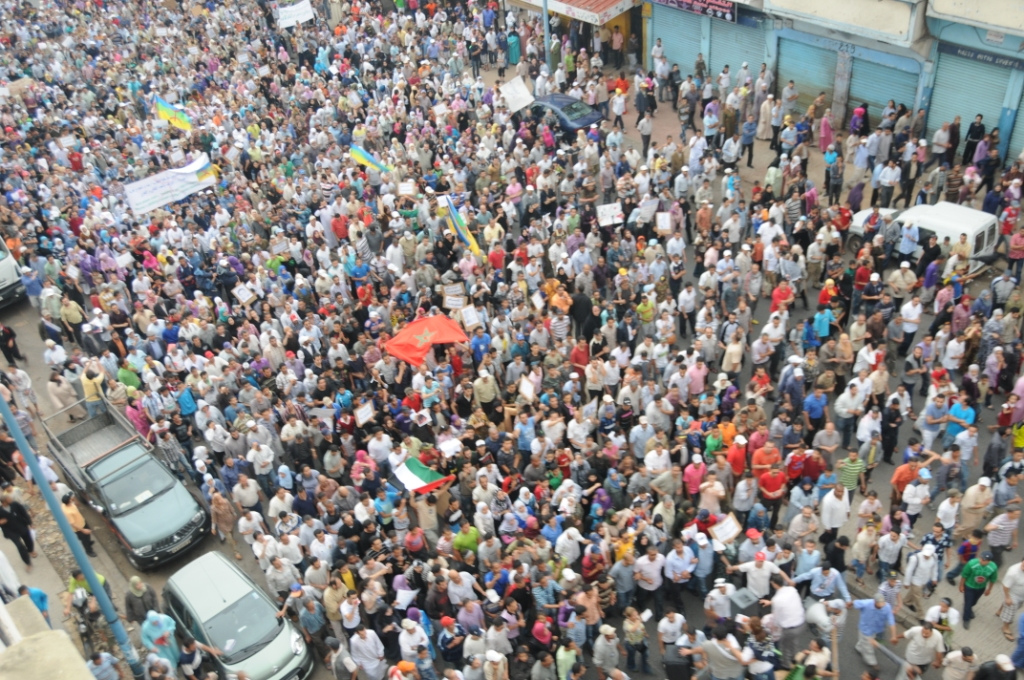
Manifestation à Casablanca le 15 mai.

Le 9 mars, le roi Mohammed VI prononce un discours diffusé en direct à la télévision. Il annonce la nomination d'une commission chargée de proposer une réforme de la constitution qui sera soumise à référendum. Le 17 juin, le roi annonce les aboutissants de cette réforme, qui modifie grandement la constitution. Elle prévoit que le roi nomme comme Premier ministre, désormais « Président du Gouvernement », le chef du parti vainqueur des élections. Il pourrait néanmoins dissoudre le Parlement si nécessaire. La politique générale du pays serait désormais débattue sans le roi. La justice se verrait désormais indépendante du pouvoir royal, et il y aurait également séparation de l'autorité religieuse et de l'autorité politique du roi, auquel le poste de « Commandeur des Croyants » ne serait désormais valable que pour les questions religieuses. La langue berbère deviendrait également, au même titre que l'arabe, une langue officielle d'état. Cette nouvelle constitution est approuvée à la suite d'un référendum le 1er juillet 2011.
Une manifestation de plusieurs dizaines de personnes est signalée à Laâyoune le 2 février 2011. Le « Mouvement du 20 février » réunit une quarantaine de personnes à Laâyoune selon l'agence MAP (Maghreb arabe presse). Une centaine de Sahraouis manifestent à Dakhla le 26 février. Selon le directeur du festival, José Kamal, les images de soulèvements diffusées par les médias arabophones agissent comme une « Star Académie de la violence » auprès de certains jeunes de 15-18 ans. Interviewé par l'agence EFE, le délégué du Front Polisario à Santa Cruz de Tenerife, Hamdi Mansour accuse l'armée marocaine et désapprouve le festival. Le lien avec la vague de contestations dans le monde arabe et les revendications en faveur de la démocratie reste, selon certains médias, obscurs.

### Irak
D’importantes manifestations ont lieu en Irak, pour demander la démocratisation, dès avant le 24 février. Le 25 février, de nouvelles manifestations ont lieu à Kirkouk, Mossoul, Hawija, Bagdad et Bassorah. À Mossoul, sept manifestants ont été tués par la police ; d’autres affrontements ont eu lieu à Hawija, portant le bilan des manifestations irakiennes à plus de onze morts. Vingt personnes sont blessées dans une nouvelle manifestation au sud de Bagdad, le 27 février.
Cependant, ces manifestations sont moins facilement lisibles que dans les autres pays arabes : le contexte de guerre civile se mêle et les divisions entre Arabes, Kurdes et Turkmènes, chiites, sunnites et chrétiens, yazidis et Shabaks se superpose au mouvement populaire. Pour le cinéaste français François Hien, il s’agit aussi d’une demande de dignité, de démocratie et d’unité du pays, au-delà des différences confessionnelles et communautaires.

### Contestation palestinienne
Le gouvernement palestinien de Salam Fayyad à Ramallah, qui fait face à une sérieuse crise budgétaire relative au Protocole de Paris de 1994 régissant les relations économiques entre Israël et l’OLP est confronté à une « colère sociale » dans les Territoires palestiniens occupés, qui a débuté fin août 2012. Cette contestation qui a été provoquée par la hausse des prix de l'essence et des denrées de base a été suivie par des appels à « dégager » adressés au Premier ministre. Les manifestations ont pris de l'ampleur le 10 septembre 2012, les transports publics se sont mis en grève, les principaux accès aux villes de Cisjordanie ont été barrés par des manifestants qui se sont confrontés aux policiers palestiniens qui ont riposté avec des matraques et ont tiré des coups de semonce. Les protestations ont été déclenchées par la mort d’un Gazaoui de 17 ans, Ehab Abou al-Nada, qui s’est immolé par le feu le 2 septembre 2012 en protestation contre ses conditions de travail. Son geste est semblable à celui de Mohamed Bouazizi, qui avait été à l’origine de la révolution en Tunisie en janvier 2011.

### Autres pays arabes
En Mauritanie, la répression de manifestations contre le manque d'eau et la hausse des prix à Vassala, le 18 février, a fait plusieurs blessés. Des arrestations ont eu lieu, mais le mouvement continue, mobilisant quelques centaines de jeunes.
Dans le sultanat d’Oman, des manifestations limitées dans leur ampleur ont lieu. Le 27 février, la police tue deux chômeurs qui manifestaient et en blesse cinq à Sohar. Le responsable de la sécurité intérieure, Ali ben Majid al-Maamari, partisan d’un rapprochement avec l'Iran a été démis de ses fonctions.
En Arabie saoudite, des intellectuels lancent à la fin du mois de février un appel sur Internet en faveur d’une monarchie constitutionnelle.
Au Liban, une manifestation de quelques centaines de militants a lieu le 27 février 2011.
Au Koweït, la contestation, d'abord achetée par l'émir grâce aux excédents pétroliers, enfle progressivement et débouche sur une crise parlementaire, gouvernementale, électorale à son paroxysme fin 2012.
Au Qatar et aux Émirats, la contestation est plus intellectuelle, et se manifeste surtout par la répression judiciaire, sans manifestation de rue.

## Influences et conséquences hors du monde arabe
Selon la sociologue Cécile Van de Velde, « le printemps arabe a réveillé les consciences », y compris en Europe, même si les contextes sont très différents d'un mouvement de contestation à l'autre.
Certains mouvements de protestation se sont aussi inspirés des évènements qui se sont produits dans le monde arabe, comme le Mouvement des Indignés et le Mouvement Occupy.

### Albanie
En Albanie, des manifestations ont eu lieu à la suite des accusations de corruption.

### Burkina Faso
À la suite de la mort d'un collégien dans un poste de police, des manifestations de jeunes éclatent dans plusieurs villes du Burkina Faso. Ces manifestations se transforment vite en révolte contre le gouvernement dont la forme s'apparente à celles du printemps arabe : situation précaire des jeunes, dénonciation de la corruption, reprise du slogan « Dégage » envers un président en fonction depuis des décennies (1983).

### Chine

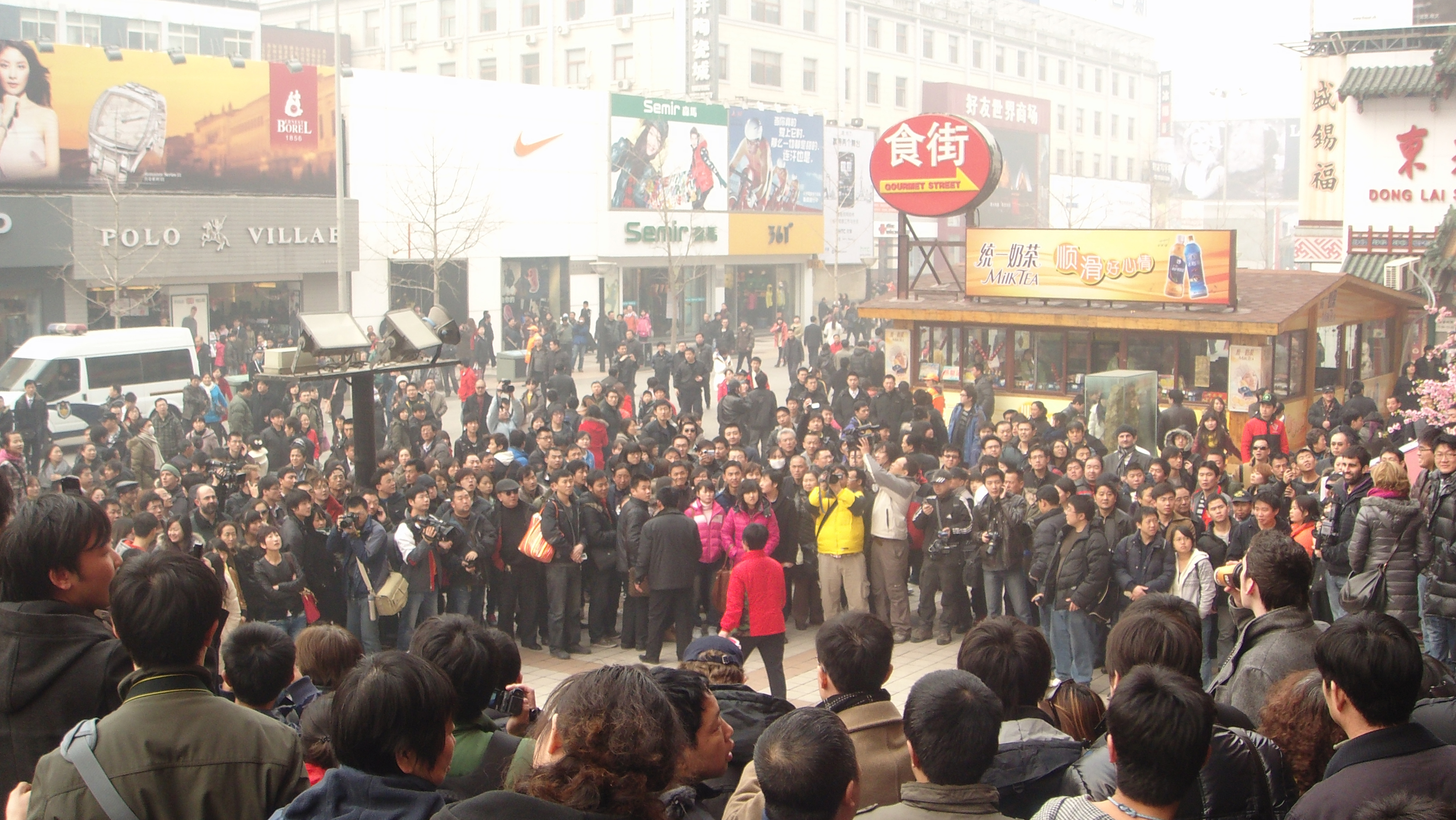
Manifestation le 20 février en Chine, à Pékin.

En Chine, des appels à manifester ont été publiés sur Internet en février 2011 dans le but de soutenir la révolution tunisienne (dite « révolution de jasmin ») et de s'en inspirer pour contester la situation locale. Les autorités chinoises ont rapidement censuré les recherches du mot « jasmin » sur Internet afin de limiter l'audience de ces appels. Le régime est également revenu à des méthodes abandonnées un temps, avec des arrestations et « disparitions » préemptives de masse, qui concernaient au moins une cinquantaine de personnes en février 2011.

### Iran
Le Président iranien Ali Khamenei a invité les Égyptiens à suivre l'exemple de la révolution islamique de 1979. Immédiatement, les dirigeants du mouvement vert, vaincus en juin 2009, ont organisé une manifestation de contestation du pouvoir islamique, sous couvert de soutien à la révolution égyptienne, qui a lieu le 14 février. Cette manifestation s'est déroulée le 14 février et aurait fait deux morts.

### Mali
Le Mali ne fut pas particulièrement touché par des manifestations, mais le Printemps arabe et la guerre civile libyenne qui en découla sont en partie à l'origine de l'insurrection malienne de 2012, des milliers de combattants touareg maliens quittant la Libye pour retourner au nord de leur pays d'origine et des flux d'armes très importants se disséminant dans la région.

### Québec
La grève étudiante québécoise de 2012 a été surnommée « Printemps érable » en référence au printemps arabe et au symbole de la feuille d'érable. De façon générale, ce surnom est souvent considéré comme un simple clin d'œil au Printemps arabe, car les protestations québécoises n'ont eu ni l'ampleur ni les caractéristiques des évènements du monde arabe,. Cependant, de la même manière que le Mouvement des Indignés et le courant Occupy dont il est également l'émanation, le Printemps érable est parfois vu comme une conséquence indirecte du Printemps arabe, lequel aurait favorisé l'éveil des protestataires occidentaux.
Plusieurs acteurs du mouvement québécois ont revendiqué l'influence du Printemps arabe. Ainsi, dès avril 2012, le Manifeste pour un printemps érable, écrit par un collectif d'« indignéEs du Québec », mentionnait explicitement cette filiation : « 2011 fut l’année de l’indignation et de la révolte. Le printemps arabe a fait vaciller des autocraties, emporté des dictateurs, déstabilisé des régimes et poussé de nombreux autres à concéder des réformes. Les images de ces peuples arabes détrônant leurs oligarchies ont fait le tour du monde et donné l’exemple ». En mars 2013, lors d'une participation de la Fédération nationale des enseignantes et des enseignants du Québec (FNEEQ-CSN) au 10e Forum social mondial à Tunis, Jean Murdock, secrétaire général et trésorier de la FNEEQ-CSN, déclarait : « S'il y a quelque chose de commun entre le printemps arabe et le printemps érable, c'est sûrement cette volonté de participer au débat de société, de prendre part aux décisions ». Également en mars 2013, le Collectif de la société civile québécoise considérait que le Printemps arabe pouvait « encore féconder [leur] Printemps érable ».

## Chronologie des évènements

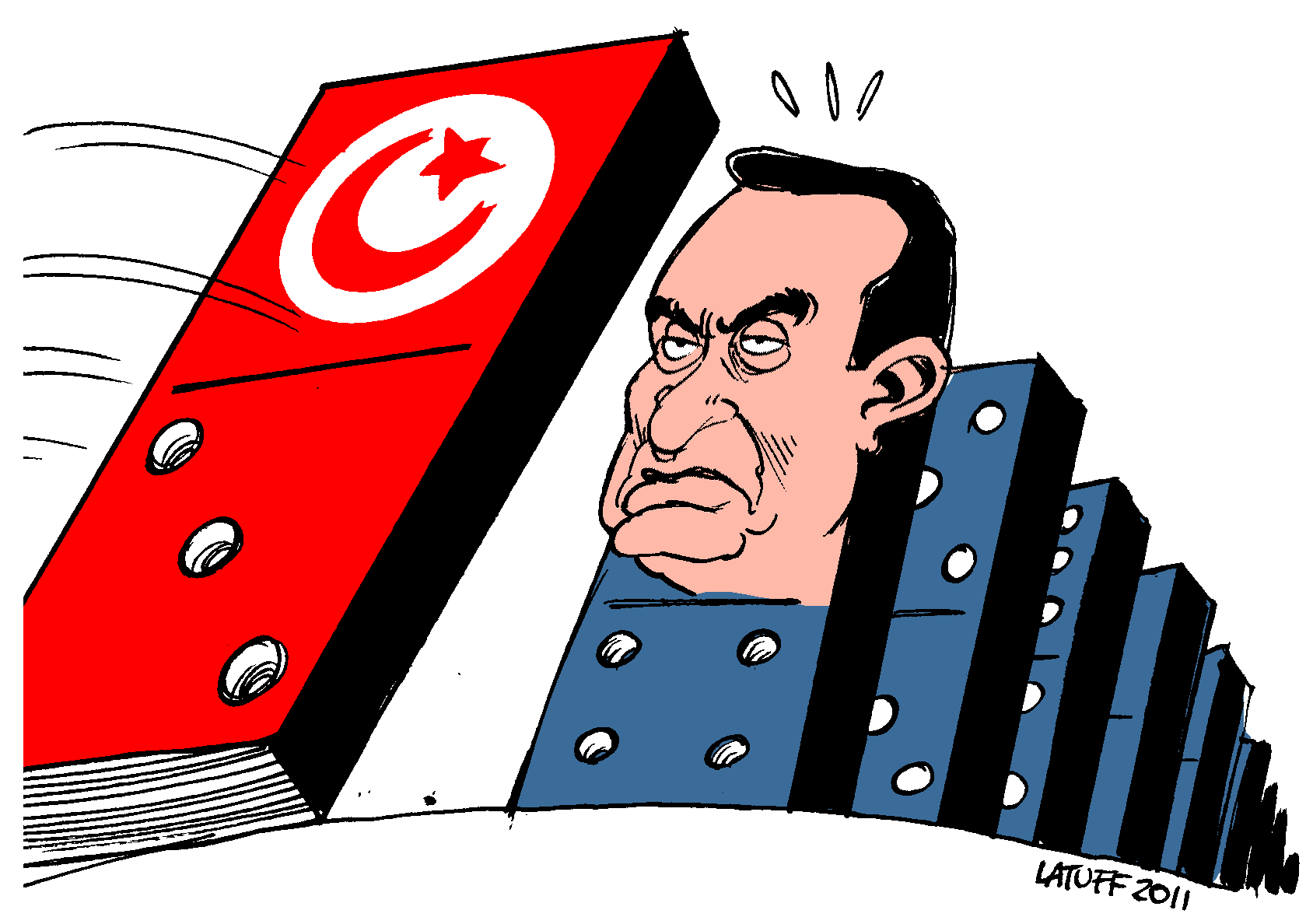
Caricature de l’effet domino tunisien lors des révoltions de 2011, par Carlos Latuff.

Déroulé synoptique (pour plus de détails, voir ci-dessous ou les articles spécialisés).

### Prémices
Selon l’avocat et écrivain libanais Alexandre Najjar, la révolution du Cèdre (qu’il surnomme le «printemps de Beyrouth ») est le départ du printemps arabe. En mars 2005, des centaines de milliers de personnes, toutes confessions confondues, ont manifesté de manière pacifique place des Canons pour obtenir le départ de l’armée syrienne du Liban, après le meurtre de Rafic Hariri. Les mêmes problèmes étaient dénoncés : corruption, népotisme, propagande, parti unique, censure. Les mêmes menaces étaient agitées pour réfréner les demandes de démocratie : peur de l’islamisme, lutte contre Israël. Les mêmes méthodes : manifestations pacifiques, sit-in, ont abouti à un début de changement, en particulier au retrait des troupes syriennes du Liban.
À l'époque, la même expression est alors employée par George W. Bush à Washington, qui applaudit ces prémices d’un « printemps arabe »,.
Selon Éric Denécé, ces révolutions ne sont pas spontanées, car dès 2007-2008, des conférences organisées sous l’égide d’ONG américaines, comme Freedom House, l’International Republican Institute ou Canvas, et où étaient présents la plupart des blogueurs et des leaders de ces mouvements, ont créé un contexte favorable aux révolutions.
En octobre 2008, peu après le début de la crise structurelle, le Groupe Carlyle publie en conseil d'administration un fichier powerpoint ou il développe l'utilité de déstabilisation des régimes politiques de la région MOAN (Moyen-Orient Afrique du Nord) et le bien-fondé de la spéculation à ce propos (grâce à des produits d'investissements dénommés « MENA Buy-Outs »), notamment, pour pouvoir à terme être capable de rivaliser sur le plan économique contre les nouvelles puissances émergentes avec la Chine en tête de liste. Le fichier a été publié en novembre 2010 par WikiLeaks.

### Décembre 2010
Le mouvement de protestations et révolutions dans le monde arabe en 2010-2011 commence en Tunisie, dirigée par Zine el-Abidine Ben Ali depuis 1987. L'immolation de Mohamed Bouazizi à Sidi Bouzid le 17 décembre 2010 déclenche des manifestations massives et répétées, où les manifestants affrontent les forces de l’ordre qui leur tirent dessus.
L'Algérie, voisine de la Tunisie et dirigée depuis 1999 par Abdelaziz Bouteflika, est le premier pays touché par des répliques. Les protestations algériennes commencent le 28 décembre 2010.

### 2011

#### Janvier
En janvier, des auto-immolations par le feu ont lieu dans différents pays du monde arabe.
Le 14 janvier, la fuite du président Ben Ali vers l'Arabie saoudite sonne la réussite de la première révolution populaire arabe et déclenche la contestation populaire dans tout le monde arabe. Le mouvement s’auto-entretiendra ensuite pendant plusieurs mois, de la réussite ou du maintien des contestations dans les différents pays.
Le jour même de la chute du régime tunisien, des manifestations commencent en Jordanie, dirigée depuis 1999 par le roi Abdallah II.
Le 17 janvier 2011, la Mauritanie, dirigée depuis 2009 par Mohamed Ould Abdel Aziz, voit une immolation. Le même jour, les protestations omanaises commencent, dans ce pays dirigé depuis 1970 par le sultan Qabus ibn Said.
Le lendemain, 18 janvier, c’est le dictateur yéménite Ali Abdallah Saleh, président du Yémen du Nord depuis 1978, et du Yémen réunifié depuis 1990, qui subit une contestation lancée par les étudiants.
Le 21 janvier, un mouvement naît également en Arabie saoudite, dirigée depuis 2005 par le roi Abdallah Ier.
La dernière semaine de janvier, les évènements se multiplient. Quelques protestations ont lieu au Liban à partir du 24. Le mardi 25 janvier, une manifestation importante réussit à occuper la place de la Libération (midan Tahrir) au Caire en Égypte, dirigée depuis trente ans par Mohammed Hosni Moubarak. Le Premier ministre tunisien Mohamed Ghannouchi doit remanier son gouvernement le 27 sous la pression populaire. Le 28 janvier, la réussite de manifestations massives annonce la révolution égyptienne, et les premières manifestations ont lieu en Palestine.
Les protestations marocaines commencent le 30 janvier, alors que le roi Mohammed VI au Maroc n’a pas concrétisé les espoirs placés en lui et qu’il avait suscités au début de son règne.

#### Février
La poursuite du processus de réforme en Tunisie (avec le 6 février, la dissolution de l'ancien parti gouvernemental), et surtout les manifestations massives en Égypte qui aboutissent le 11 février au départ d’Hosni Moubarak, sont suivies d’un deuxième départ de contestations, avec plus d’ampleur, ou de mesures préventives plus importantes.
Le 12 février, Mahmoud Abbas de l'Autorité palestinienne annonce des élections législatives et présidentielles avant septembre.
Les protestations bahreïniennes connaissent un nouveau départ marquant le 14 février. L’occupation de la place de la Perle, version locale de la république de Tahrir, dure un mois. Hamad bin Isa Al Khalifa, roi depuis 2002, et son oncle premier ministre depuis quarante ans, sont divisés et prennent quelques mesures dilatoires.
À Oman, les grèves et manifestations auparavant sporadiques, prennent de l’ampleur, principalement dans le port industriel de Sohar. Au Maroc, des manifestations pacifiques le 20 février réunissent près de 40 000 personnes dans plusieurs villes.
Le 27 février, le premier ministre tunisien Mohamed Ghannouchi démissionne sous la pression de la rue, et est remplacé par Béji Caïd Essebsi, qui annonce le 3 mars l’élection d’une Assemblée constituante le 24 juillet.
En Libye, la révolution du 17 février est tout de suite l’objet d’une répression sanglante, qui provoque une insurrection dans les villes de la côte et de l’intérieur. En Jordanie, les manifestations prennent de l’ampleur fin février.
En Algérie, à partir de février, les manifestations appelées par la CNCD échouent, mais des sit-in et surtout des grèves permettent d’obtenir quelques avancées politiques (levée de l’état d’urgence) et surtout sociales, le gouvernement achetant la paix sociale grâce aux revenus pétroliers. En Somalie, quelques manifestations ont lieu après le 13 février 2011.
À Oman, les grèves et manifestations provoquent l’annonce de mesures sociales (création d’emplois publics et indemnités par les chômeurs), un remaniement ministériel le 7 mars et la promesse d’une réforme constitutionnelle le 13 mars.
Au Koweït, les protestations, limitées, commencent le 18 février 2011.
Le 23 février, le roi saoudien Abdallah annonce un deuxième train de mesures sociales en faveur des fonctionnaires, des étudiants, des chômeurs, etc. à hauteur de 36 milliards de dollars. Quelques manifestations ont lieu le 11 mars, surtout à Qatif, dans l’est du pays peuplé de chiites et proche de Bahreïn.
En Égypte, les manifestations et grèves se poursuivent pour demander un changement plus profond, et le 13 février, le Parlement est dissous, la Constitution suspendue ; le 3 mars, le Premier ministre, Ahmad Chafiq est remplacé par Essam Charaf.

#### Mars
Le 9 mars, le roi du Maroc Mohammed VI annonce une importante réforme constitutionnelle, soumise à référendum, qui vise à renforcer les pouvoirs du Premier ministre et des partis politiques dans le pays.
Après deux mois de crises simultanées, différentes organisations internationales interviennent pour changer l’issue de certaines. Le 16 mars, les autorités bahreïnies décrètent un couvre-feu dans la capitale Manama et, soutenues par les troupes du Conseil de coopération du Golfe qui montrent ainsi une solidarité contre-révolutionnaire, entament la répression contre les opposants,.
Deux jours plus tard, le 18 mars, le conseil de sécurité de l’ONU vote une zone d’exclusion aérienne en Libye : cette intervention sauve Benghazi et l’insurrection libyenne de la contre-offensive loyaliste. Les 26 et 27 mars, les insurgés reprennent Ajdabiya puis Ras Lanouf.
Le 19 mars, les Égyptiens approuvent par référendum une réforme de la Constitution.
La Syrie s’éveille à son tour : le 18 mars, l’arrestation d’enfants de Deraa provoque des manifestations, qui s’étendent à tout le pays. Semblant avoir appris des attitudes des différents dirigeants du monde arabe, le président Bachar el-Assad, après avoir pris des mesures sociales en février alors que la contestation était faible, réprime brutalement l’opposition et fait de nombreuses victimes,,. Tout comme les autres dirigeants, Bachar el-Assad dénonce un complot de l’étranger.
Au Yémen, les manifestations qui se sont succédé depuis début février sont rejointes par l’opposition parlementaire et les tribus, sans trouver d’issue politique. Mais les manifestants persévèrent, malgré des centaines de morts, dans les manifestations et l’occupation de la place de l’Université de Sanaa. Des mouvements d’opposition armés se réveillent également.
Le 31 mars 2011, le gouvernement koweïtien présente sa démission à l’émir Sabah Al-Ahmad Al-Jaber Al-Sabah.

#### Avril
Début avril, les mouvements distincts semblent poursuivre sur leur élan dans les différents pays concernés par le printemps arabe. En Algérie, à partir du 2 avril, les gardes communaux campent sur la place des martyrs à Alger et le 6 avril, 80 % des fonctionnaires sont en grève. Le 15 avril, le président Bouteflika promet une réforme constitutionnelle.
En Égypte, Hosni Moubarak et ses deux fils sont placés en détention. La guerre continue en Libye, les villes de Ras Lanouf passent de l'un à l'autre camp, Misrata et le djebel Nefoussa résistent à l'ouest. La répression policière et les mesures anti-chiites à Bahreïn.
La répression armée continue en Syrie au 9 avril, particulièrement à Deraa et le 10 avril à Baniyas,.
Le blocage de la situation au Yémen provoque l’intervention diplomatique des puissances étrangères qui se posent en intermédiaires. Le Conseil de coopération du Golfe, soutenu par l’Union européenne et les États-Unis, propose un plan de transition en avril. Le président Saleh accepte dans un premier temps, puis se montre réticent, mais un ultimatum de l’opposition et la menace d’une escalade de la part des étudiants le poussent à accepter.
Des manifestations importantes ont lieu au Maroc le 24 avril, malgré les annonces du 9 mars. Le 28 avril, un attentat à Marrakech fait 16 morts.
Le 25 avril, le gouvernement syrien fait donner les chars dans Deraa, puis le 7 mai, à Tafas, Homs et Banias. Le bilan des victimes monte à 800 morts selon l'organisation syrienne de défense des droits de l'homme Saouassiah.
En avril, le grand-frère saoudien lance une normalisation à Bahreïn en y envoyant des transports de troupe. la place de la Perle, lieu symbolique de la contestation chiite en mars, est démantelée par des bulldozers. Deux bases de l'armée américaine, majeures pour le dispositif de protection centré sur le Sud-ouest asiatique sont à Bahreïn. Cette normalisation a lieu éloignée des caméras occidentales, qui montrent des reportages dans les autres pays.
Autre conséquence internationale d'une révolution arabe : le 29 avril, les partis palestiniens signent un accord de gouvernement au Caire, sous l’égide égyptienne.

#### Mai
En mai, les habitants assiégés de Misrata repoussent les forces gouvernementales libyennes et se dirigent vers Tripoli.
Les grèves se poursuivent en Algérie.

#### Août
Après une intervention des forces aériennes des pays occidentaux, appuyés par des pétromonarchies (le tout sous mandat de l'ONU) en juin, les colonnes de Khadafi qui menaçaient la route de Benghazi ont été mises en déroute. L'autoproclamé « roi des rois d'Afrique » avait caché pendant des années des armes dans des stocks éparpillés sur tout le territoire, pour prévenir toute insurrection populaire d'un clan adverse.
Il faut attendre le 20 août 2011 pour que les forces de l'insurrection en Libye fassent leur jonction avec les résistants dans la capitale de Tripoli. Le 21 août, les rebelles affirment contrôler la ville.

#### Septembre
Le 9 septembre, des milliers d'Égyptiens se rassemblent au Caire, sur la place Tahrir, afin de dénoncer la lenteur des réformes promises par le Conseil suprême des forces armées (CSFA), qui dirige le pays depuis la chute du président Hosni Moubarak.

#### Octobre
Le 20 octobre, Mouammar Kadhafi meurt dans les affrontements à Syrte.

#### Novembre
En Libye, le fils de Mouammar Kadhafi, Saïf al-Islam, dernier fils encore en fuite est arrêté le 19 novembre au sud de la Libye par des combattants du CNT ; selon les déclarations du procureur de la Cour pénale internationale, Luis Moreno-Ocampo, celui-ci pourrait être jugé en Libye avant d'être jugé devant la CPI pour crimes contre l'humanité.
En Égypte, à la suite des manifestations sur la place Tahrir débutées le 20 novembre, le gouvernement par intérim, dirigé par le marchal Mohamed Hussein Tantawi annonce la démission du gouvernement en place et la formation d'un nouveau gouvernement de « salut national » mettant fin au pouvoir politique sans partage des militaires dans le pays. Les élections présidentielles devraient ainsi se tenir « avant la fin juin 2012 », authentifiant le transfert du pouvoir à un gouvernement civil.
Au Koweït, le mouvement de protestation contre la corruption (le gouvernement offre plusieurs millions de dollars aux députés pour éviter le succès d’une motion de censure) manifeste plusieurs fois, jusqu’à envahir le Parlement, le 17 novembre. Plusieurs manifestants et gardes sont blessés.

#### Décembre
Le 12 décembre, élection à la présidence de la république tunisienne de l'ancien opposant au régime de Ben Ali, Moncef Marzouki.

### 2012

#### Janvier
Premier anniversaire de la révolution égyptienne, rassemblant plusieurs centaines de milliers de manifestants à la place Tahrir. La plupart d'entre eux ne sont pas venus fêter la fin de la révolution (comme le demandaient les Frères musulmans) mais au contraire, pour défier l'armée au pouvoir ; accusée d'avoir tué des manifestants, de s'être attaquée à des manifestations pacifiques, d'avoir ralenti le procès de Moubarak et d'autres personnes de l'ancien régime et d'avoir - entre autres - jugé des civils devant des tribunaux militaires.
Poursuite et fin des élections législatives égyptiennes de 2011-2012 pour former le nouveau parlement égyptien.

#### Février
Au Koweït, les élections législatives de février 2012 donnent 34 sièges à l’opposition, mais le gouvernement nommé n’est pas changé.

#### Avril
Mi-avril, le Conseil de sécurité de l'ONU adopte sa première résolution portant sur la guerre civile syrienne et autorisant le déploiement d'observateurs internationaux dans le pays afin de contrôler le respect du cessez-le-feu de l'ONU.

#### Juin
Les élections présidentielles en Égypte conduisent à l’arrivée au pouvoir de Mohamed Morsi, candidat du Parti de la liberté et de la justice (affilié aux Frères musulmans). Ces élections se déroulent dans un climat tendu, dû notamment aux accrochages entre les manifestants souhaitant un retour du pouvoir aux politiques et l'armée, qui ne semble pas vouloir rendre ce pouvoir, qu'elle occupe depuis la chute d'Hosni Moubarak.
Au Koweït, la majorité parlementaire est absente du gouvernement, et le Parlement est suspendu le 18 juin par l’émir. Les élections sont annulées le 20 juin par la Cour constitutionnelle.

#### Octobre
Au Koweït, l’annonce du changement de la loi électorale provoque les plus importantes manifestations de l’histoire de l’émirat : le 25 octobre, environ 50 000 personnes défilent.

#### Décembre
Malgré la forte opposition populaire au changement de mode de scrutin, les élections législatives se tiennent au Koweït, malgré les manifestations massives d’octobre et de novembre. L’opposition avait appelé au boycott, et obtient la plus faible participation depuis les premières élections de l’histoire du pays en 1962 : seuls 26 à 39 % des électeurs (selon les sources) se sont déplacés,.

## Conséquences
Une fois chassés ou en péril, les dictateurs voient leurs comptes bloqués : ceux de Ben-Ali, le 19 janvier 2011, et de Moubarak le 11 février 2011 par la Suisse, de Khadafi par la Suisse le 24 février et les États-Unis le 25 février. Quant à la France, le 25 février, elle ouvre une enquête auprès de l'Office central pour la répression de la grande délinquance financière concernant les biens de Kadhafi.

### Conséquences politiques
Pour Riadh Sidaoui, les premiers gagnants des révolutions arabes sont les islamistes, vu leur capacité de mobilisation et d’organisation. De plus, il pense que les islamistes jouissent du soutien massif des pays du Golfe, des pétrodollars[réf. nécessaire], mais aussi du soutien de Washington (les États-Unis acceptent une islamisation modérée du monde arabe, comme en Turquie, où seule l’armée, selon lui, demeure un contre-pouvoir).

#### Intervention internationale en Libye
À l'initiative de la France et après le vote de la résolution 1973 du Conseil de sécurité des Nations unies, le 19 mars, une conférence internationale réunissant à Paris la France, la Grande-Bretagne, les États-Unis, l'Union européenne, la Ligue arabe, le secrétaire général des Nations-Unies et différents pays, décide d'une intervention des forces aériennes en Libye. À partir du 19 mars, les aviations ou les missiles français, britanniques et américains frappent donc des cibles militaires libyennes afin d'établir cette zone d'exclusion aérienne.
Le 27 mars, l'OTAN accepte d'assumer l'intégralité du commandement des opérations militaires en Libye.
Le 13 avril à Doha, le CNT obtient d'être reconnu comme le représentant « légitime » du peuple libyen par les pays ayant décidé l'intervention en Libye (groupe de contact).

#### Instauration de la démocratie

##### Tunisie
En Tunisie, Moncef Marzouki est candidat au poste de président de la République tunisienne et Hamadi Jebali à celui de Premier ministre dans le cadre d'un accord de partage du pouvoir entre trois partis politiques, Ennahdha, le Congrès pour la République et Ettakatol. Le 23 octobre 2011, les électeurs tunisiens avaient élu leur assemblée constituante à l'occasion de la première élection libre organisée depuis l'indépendance du pays en 1956. Celle-ci avait vu le parti Ennahdha s'imposer, recevant quelque 1 500 649 voix et obtenant 37,02 % des sièges. L'assemblée a pour but de rédiger la nouvelle Constitution de la Tunisie. Elle aura également la tâche de désigner un gouvernement transitoire. Moncef Marzouki est élu président le 12 décembre, par l'assemblée constituante avec 153 voix pour sur un total de 202 votants, parmi les 217 membres de l'assemblée.

##### Maroc
Au Maroc, à la suite du référendum constitutionnel du 1er juillet 2011 qui a débouché sur une réforme de la Constitution, les élections législatives se sont déroulées le 25 novembre 2011. Le Parti de la justice et du développement (islamiste) les a remportées avec 27,08 % des suffrages exprimés, ce qui lui permet d'avoir 107 sièges sur 395. La participation a été de 45,40 %. Conformément à l'article 47 de la Constitution, qui prévoit que le roi choisisse le chef du gouvernement au sein du parti politique arrivé en tête des élections, Mohammed VI a nommé le secrétaire général du PJD, Abdelilah Benkirane, à ce poste le 29 novembre 2011.

##### Libye
La nouvelle Libye est actuellement en phase de transition, à la suite de la guerre civile qui a renversé Mouammar Kadhafi. Depuis cette date, la plus grande partie du territoire libyen est de facto administré par le Conseil national de transition (CNT) qui a annoncé l'organisation d'élections démocratiques pour juin 2012. Le parti libéral a remporté le plus grand nombre de sièges à l'Assemblée mais ne bénéficie pas d'une majorité suffisante. L'actuel premier ministre de la Libye est Ali Zeidan, élu le 14 octobre 2012.

##### Égypte
Les élections présidentielles ont eu lieu en 2012, alors que les élections législatives couraient du 28 novembre au 3 janvier 2012, si les protestations contre le régime militaire qui assure l'intérim ne les remettent pas en cause.

### Conséquences économiques
Deux pays, la Tunisie et l’Égypte, ont changé de dirigeants, la première va changer de constitution et la seconde l'a quelque peu réformée dans un sens plus démocratique. D'autres pays comme la Jordanie et la Syrie ont vu un changement de Premier Ministre.
En Tunisie et en Égypte, la croissance économique, déjà trop faible pour fournir un emploi à tous, va baisser en 2011. En 2010, les exportations des pays du sud méditerranéen ont chuté de 30 %, les recettes touristiques de 4 %, et avec la crise économique, les investissements directs étrangers se sont eux aussi effondrés de 31,2 %. Les envois d’argent par les émigrés travaillant dans le Golfe ou en Occident, ont eux aussi diminué de 6 %. La crise risquant de se prolonger, la question économique est, avec la réussite de la transition démocratique, le principal défi de tous les gouvernements du monde arabe, qu’ils soient ou non issus des révolutions. Si le chômage, en partie à l’origine des révolutions, ne diminue pas, on risque d’assister à une deuxième vague de révoltes d’ici deux ans. Selon l’OAT, le secteur du tourisme pour l’ensemble du monde arabe a déjà perdu 4,3 milliards de dollars depuis le début de l’année.
Le lien de cause à effet entre les évènements arabes et la hausse des cours du pétrole et du gaz n'est pas accepté par tout le monde. Ils n'auraient fait qu'amplifier une tendance structurelle préexistante.
En avril 2011, un rapport du FMI montre que les évènements pourraient, sur le long terme, « stimuler l'économie » des pays concernés.
Pour favoriser le redémarrage des économies tunisienne et égyptienne, divers pays et institutions internationales promettent des plans d'aide :
- les États-Unis prennent différentes mesures d’aide économique, pour un total de 4milliards de dollars (annonce le 19 mai)[375] ;
- la Banque européenne pour la reconstruction et le développement décide également d’investir au Maroc, en plus des deux pays qui ont chassé leur tyran[376] ;
- l'Arabie saoudite promet une aide de quatre milliards de dollars à l'Égypte[377].

### Conséquences migratoires
L'Europe, et notamment l'île italienne de Lampedusa, a connu, au lendemain de la révolution tunisienne, des flux de migrants tunisiens plus importants qu'auparavant. La frontière tuniso-libyenne a en outre elle-même connu d'importants flux de réfugiés libyens, dont une partie a ensuite essayé de rejoindre l'Europe.
Ces flux ont suscité de nombreuses controverses en Italie et en France, deux pays ayant appelé à plus de solidarité européenne et ayant partiellement remis en cause les règles de l'espace Schengen.

### Nouvelle configuration diplomatique
D’une façon générale, les relations diplomatiques entre pays de la région et entre ces pays et le reste du monde sont influencées par le printemps arabe. La politique extérieure de l’Égypte s’émancipe de la tutelle américaine : elle agit pour le rapprochement des Palestiniens (voir ci-dessus), et se rapproche de l’Iran.
Le changement de personnel politique et diplomatique, ou simplement le changement d’orientation des politiques étrangères, et la pression que les revendications populaires exerce sur les dirigeants arabes, entraîne une reconfiguration des rapports de forces au sein du Conseil des droits de l'homme de l’ONU. Les dictatures y sont moins présentes, et le projet d’interdiction du blasphème (diffamation des religions) en fort recul.

### Territoires palestiniens
Les Territoires palestiniens sont plus concernés par le changement d'attitude des pays de la région que par les manifestations de sa propre population. Mahmoud al-Zahar, l'un des dirigeants du Hamas à Gaza, a rejeté un appel de Khaled Mechaal, chef du bureau politique de l'organisation se trouvant à Damas, d'organiser des rassemblements de masse contre Israël dans la bande de Gaza dans la foulée du Printemps arabe, déclarant : « Contre qui seraient exactement ces rassemblements ? Une telle résistance serait opportune, si la bande de Gaza était occupée ».
Mais le « printemps arabe » fait sentir ses effets pour les Palestiniens principalement par des modifications de la politique étrangère des pays arabes. Le 4 mai, le Hamas et le Fatah signent les accords du Caire au cours d’une cérémonie fermée aux médias dans lequel ils s'engagent à constituer un gouvernement de techniciens et d’hommes indépendants, soutenus par treize autres partis palestiniens, étape vers un État palestinien. Des élections présidentielle et législatives sont prévues dans l'année qui suit avec la réforme de l’Organisation de libération de la Palestine (OLP). Ces accords ont été rendus possibles parce que le pouvoir syrien, allié du Hamas et qui s’y opposait, était alors affaibli par d’importantes manifestations, qui ont entraîné le déménagement du siège du Hamas au Qatar,. Les évènements à Bahreïn (qui finance les partis palestiniens) et le changement d’orientation diplomatique de l’Égypte causé par la révolution dans ce pays ont également joué,,. Les États-Unis, déjà opposés à la proclamation d’un État palestinien et Israël rejettent cet accord, qui « renforce un parti terroriste ».
De la même façon, l'Égypte post-25 janvier décide d'ouvrir le poste-frontière de Rafah à partir du 28 mai, seul accès terrestre de la bande de Gaza non-contrôlé par Israël, ce qui permet de mettre fin au blocus subi depuis quatre ans par la population palestinienne,,.

### Hiver islamiste
Les évènements post-révolutionnaires sont parfois décrits sous le nom d'« hiver islamiste » ou « hiver arabe » bien que cette expression, tout comme celle de « printemps arabe », soit contestée en raison principalement du manque de recul historique sur les évènements.

## Réactions internationales

### Organismes internationaux

#### Union pour la Méditerranée
Bâtie sur l'acquis du processus de Barcelone en 1995, l'Union pour la Méditerranée entre dans une « nouvelle ère » compte tenu de la transition démocratique de certains pays membres, son coprésident Hosni Moubarak ayant par ailleurs été chassé du pouvoir.
Le secrétaire général de l’Union pour la Méditerranée, Youssef Amrani, plaide en septembre 2011 pour un développement économique et social permettant de « construire un espace euro-méditerranéen démocratique, apaisé, stable et prospère ».

#### Organisation des Nations Unies
Le Conseil de sécurité des Nations unies, réuni le 25 février, est tombé d'accord pour adopter un projet de résolution imposant des sanctions contre le régime de Kadhafi et l'avertissant que « les attaques étendues et systématiques qui ont lieu actuellement en Libye contre la population civile peuvent être assimilées à des crimes contre l'humanité ». Cette résolution est adoptée le 26 février et prononce un embargo sur les ventes d'armes à la Libye et l'interdiction à Khadafi et à sa famille de voyager. Le Conseil de sécurité décide aussi de transférer au procureur à la Cour pénale internationale (CPI) « la situation en Libye depuis le 15 février ». Le Conseil décide aussi d'imposer un gel des avoirs financiers de Kadhafi et de ses fils.
Le 1er mars, l'Assemblée générale des Nations unies « suspend la Libye du droit de siéger au Conseil des droits de l'homme en raison de la situation qui règne dans ce pays où les autorités exercent depuis deux semaines une répression violente contre un soulèvement populaire ».
Le 17 mars, le Conseil de sécurité adopte une résolution exigeant un cessez-le-feu, permettant l'imposition d'une zone d'exclusion aérienne et autorisant les membres de la Ligue arabe et les États membres qui le souhaitent à prendre les mesures nécessaires pour sa mise en œuvre.

#### Ligue arabe
Selon Al-Jazeera, le 3 mars, la Ligue arabe et Mouammar Khadafi auraient accepté la médiation proposée par le chef de l'État vénézuélien Hugo Chávez.
En réunion le 12 mars, les pays de la Ligue arabe estiment que le régime libyen a perdu sa légitimité et son secrétaire général affirme également que les participants jugent nécessaire de coopérer avec le Conseil national de transition (CNT). La Ligue arabe appelle aussi « le Conseil de sécurité à assumer ses responsabilités face à la détérioration de la situation en Libye et à prendre les mesures nécessaires pour l'instauration immédiate d'une zone d'exclusion aérienne visant le trafic aérien militaire libyen ».
Le 19 mars, la Ligue arabe participe à la conférence de Paris mais, dès le 20 mars son secrétaire général, Amr Moussa, dénonce des bombardements de civils et convoque une réunion extraordinaire de l'organisation.
La réunion annuelle de la Ligue arabe prévue le 29 mars à Bagdad a été repoussée deux fois, et devrait finalement se tenir en 2012.

#### OTAN
Le 7 mars, le secrétaire général de l'OTAN, Anders Fogh Rasmussen, déclare que « les attaques contre des civils en Libye peuvent être considérées comme des crimes contre l'humanité et [que] la communauté internationale et l'ONU ne pourront rester passives si elles se poursuivent ».
Le 27 mars, l'OTAN accepte d'assumer l'intégralité du commandement des opérations militaires en Libye.

### Corée
Le 25 février, l'AFP rapporte que l'armée sud-coréenne largue des tracts sur la Corée du Nord à propos des soulèvements dans le monde arabe.

### États-Unis
Le 1er mars, la presse rapporte que les États-Unis positionnent des forces navales et aériennes autour de la Libye.
Le 10 mars, le président Obama annonce qu'il a décidé de nommer un représentant auprès des responsables de l'opposition libyenne.

### Union européenne
Le 28 février, l'Union européenne adopte à son tour des sanctions incluant un embargo sur les armes contre la Libye, ainsi qu'un gel des avoirs et des interdictions de visa contre le colonel Mouammar Kadhafi et 25 de ses proches. Ces sanctions seraient plus dures que celles adoptées par le Conseil de sécurité.
Le 3 mars, l'Union européenne débloque 30 millions d'euros pour faire face à la crise due aux réfugiés fuyant les troubles en Libye, alors que les Européens commencent à mettre en place un pont aérien pour évacuer les Égyptiens qui y sont bloqués.
Le 8 mars, les pays de l'Union européenne se mettent d'accord pour geler les avoirs du fonds souverain et de la banque centrale libyens.
Le 10 mars, la chef de la diplomatie de l'UE, Catherine Ashton fait part de son refus de reconnaître le Conseil National de Transition libyen.
Le 11 mars, les dirigeants des 27 pays de l'Union européenne demandent le départ de Khadafi et déclarent qu'ils considèrent l'opposition à Mouammar Kadhafi au sein du Conseil national de transition (CNT) comme un interlocuteur « légitime ».
le 23 mai, l'Union européenne impose des sanctions contre le président syrien Bachar el-Assad et son entourage : gel de leurs avoirs financiers et non-délivrance de visa vers des pays de l'Union.

### France
Le 12 janvier 2011, Michèle Alliot-Marie, ministre des Affaires étrangères, propose à l'Assemblée nationale, le savoir-faire français à la police tunisienne pour éviter que les manifestations se déroulent dans des conditions dangereuses pour le peuple tunisien. Ces propos sont repris dans les médias français mais recoupés et réduits aux termes « régler les situations sécuritaires », suscitant ainsi une vive polémique qui, amplifiée par sa proximité avec un homme d'affaires tunisien présenté comme proche de Ben Ali, aboutit à sa démission, le 27 février. Le 27 février 2011, dans une allocution radiotélévisée, le président de la République Nicolas Sarkozy évoque à propos des « révolutions arabes », un « immense bouleversement » et une « formidable espérance » qui l'amènent à « refonder » l'Union pour la Méditerranée et à « renforcer [la] diplomatie et [la] sécurité » de la France. Alain Juppé est nommé ministre des Affaires étrangères et Claude Guéant ministre de l'Intérieur.
Le 1er mars, la France envoie deux avions d'aide humanitaire à Benghazi via l'Égypte et annonce le lendemain une aide par moyens maritimes et aériens, pour apporter du fret humanitaire et évacuer au moins 5 000 Égyptiens réfugiés à la frontière tuniso-libyenne,. Le 10 mars, la France annonce reconnaître le Conseil national de transition, qui réunit l'opposition au régime du colonel Kadhafi, comme le seul « représentant légitime du peuple libyen ». En réaction, le vice-ministre des affaires étrangères du gouvernement de Tripoli, Khaled Kaïm, annonce dans la soirée que son pays suspend ses relations diplomatiques avec la France.
Le 16 mars, Saïf al-Islam Kadhafi affirme que le régime libyen a versé de l'argent à Nicolas Sarkozy pour financer sa campagne électorale de 2007. Le 18 mars, la France contribue à l'adoption de la résolution du conseil de sécurité de l'ONU imposant une zone d'exclusion aérienne au-dessus de la Libye. Le 19 mars, le président Sarkozy annonce : « En accord avec nos partenaires, nos forces aériennes s'opposeront à toutes les agressions des avions du colonel Kadhafi contre la population de Benghazi ». Il confirme que des avions français survolent la Libye.

### Vatican
Le 8 avril 2012, dimanche de Pâques pour les catholiques et les protestants, le pape Benoît XVI a lancé un appel à la paix dans de nombreux pays dont la Syrie, les deux Soudans, le Mali et le Nigeria et dans la région de la Terre Sainte. Il a dit « En Syrie, particulièrement, que cesse l’effusion de sang et que soit entrepris sans délai le chemin du respect, du dialogue et de la réconciliation, comme le souhaite la communauté internationale. Que les nombreux réfugiés, provenant de ce pays et ayant besoin d’aide humanitaire, trouvent l’accueil et la solidarité qui puissent soulager leurs pénibles souffrances. ». Il a dit « Puisse Jésus Ressuscité réconforter les populations de la Corne de l’Afrique en proie à la souffrance et favoriser leur réconciliation ; qu’il aide la Région des Grands Lacs, le Soudan et le Sud-Soudan, en donnant à leurs habitants la force du pardon. Au Mali, qui traverse un délicat moment politique, puisse le Christ Glorieux accorder la paix et la stabilité. Au Nigeria qui, ces derniers temps, a été le théâtre d’attaques terroristes sanglantes, que la joie pascale donne les énergies nécessaires pour recommencer à construire une société pacifique et respectueuse de la liberté religieuse de ses citoyens ».

## Critiques de la répression
À l’image d’une grande majorité de la classe politique européenne, les eurodéputés socialistes français au Parlement européen ont interpellé l’Union européenne sur la répression féroce qu’exerçaient les autorités des pays arabes sur les manifestants pacifiques « au mépris des libertés fondamentales et en violation des accords passés avec l’Union européenne ». Par ailleurs, les socialistes ont mis l’accent sur le fait que la politique de voisinage de l’Union se fonde sur des valeurs communes telles que l’état de droit, le respect des droits de l’homme et la bonne gouvernance.
Ils ont appelé l’Union européenne à exprimer sa pleine solidarité avec ces soulèvements populaires. En ce sens, le Parlement européen a adopté une résolution le 3 février 2011, appelant l’Europe à soutenir la transition démocratique dans le monde arabe. Les socialistes appellent à la constitution au Maghreb et au Moyen-Orient de démocraties stables, pluralistes et laïques et estiment que l’Europe doit être également capable de répondre à des situations urgentes comme les crises humanitaires dues aux révolutions arabes.
Ainsi, les socialistes ont apporté leur soutien à la résolution adoptée le 17 mars 2011 par le conseil de sécurité de l’ONU visant à établir une zone d’exclusion aérienne en Libye, dans le but de protéger la population civile de l’aviation libyenne aux ordres de Kadhafi.

## Presse et médias
Le magazine américain Time Magazine choisit « The protester » (Le manifestant) comme personnalité de l'année 2011 et place quatre personnalités qui se sont distinguées dans les révolutions arabes dans son classement 2011 des personnalités les plus influentes du monde :
- le blogueur égyptien Wael Ghonim ;
- l’avocat libyen Fathi Terbil, un des leaders de la révolution du 17 février à Benghazi ;
- Saïf al-Islam Kadhafi, fils du dictateur libyen ;
- Le rappeur tunisien El General, auteur du tube Rais Lebled (« Le chef du pays », en arabe), repris en Égypte et le rappeur marocain El Haqed qui milite aux côtés du mouvement marocain du « 20 février ».

Rick Stengel, rédacteur en chef du Time Magazine explique le choix fait par sa rédaction et le dédie aux manifestants du monde entier qui luttent pour la liberté, la démocratie ou la justice :

« Ils sont en désaccord, ils revendiquent, ils ne sont pas désespérés, même si on leur a répondu à coups de gaz lacrymogène et de pluie de balles. Ils ont littéralement incarné l'idée selon laquelle l'action individuelle peut apporter des changements collectifs considérables. »

— Rick Stengel, Time